# Meister Eckhart

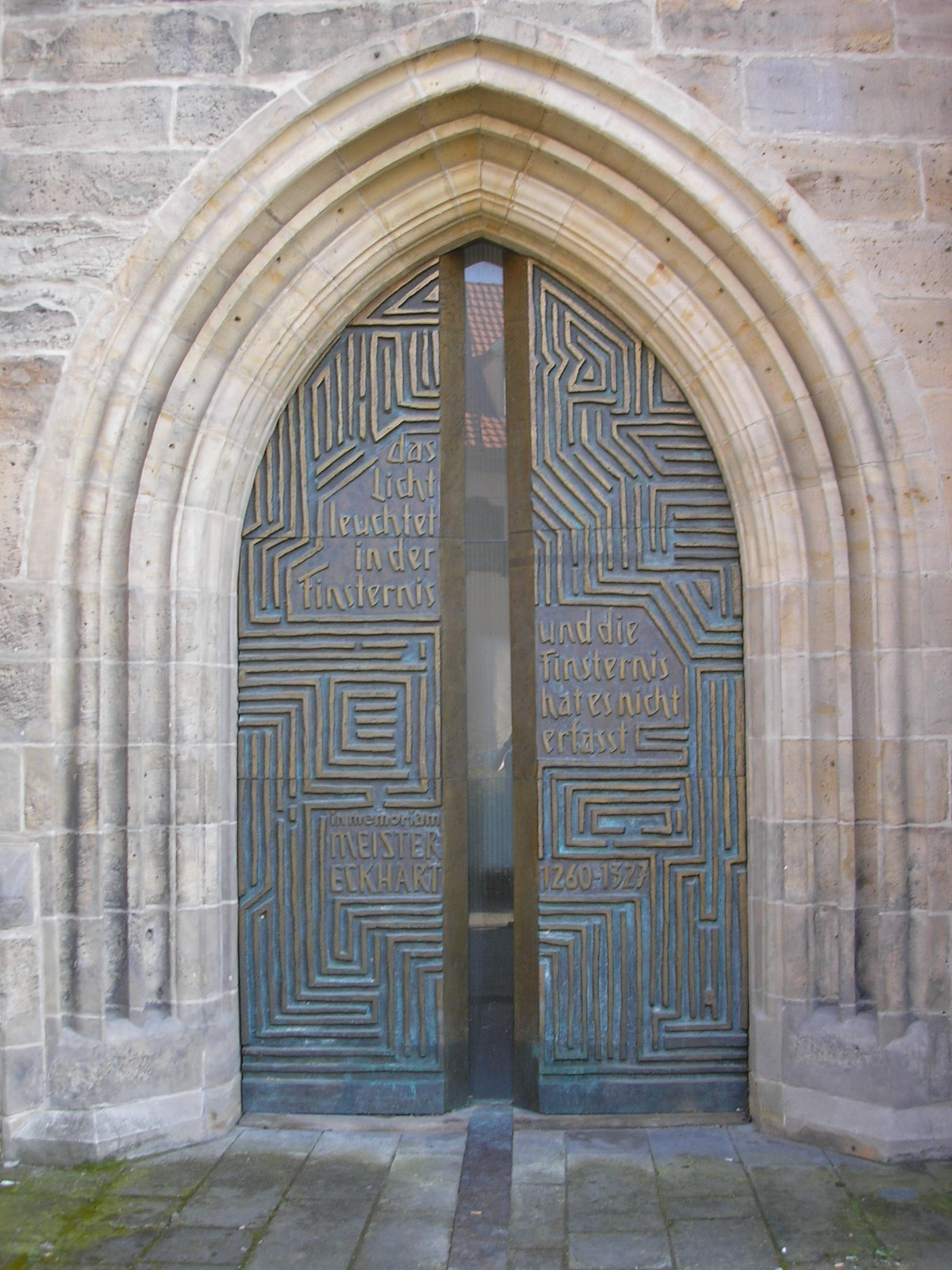
Meister-Eckhart-Portal der Erfurter Predigerkirche (2009)

Meister Eckhart, auch Eckhart von Hochheim genannt (* um 1260 in Hochheim oder nahebei in Tambach; † vor dem 30. April 1328 vermutlich in Avignon) war ein einflussreicher spätmittelalterlicher Theologe und Philosoph.
Als Jugendlicher trat Eckhart in den Orden der Dominikaner ein, in dem er später hohe Ämter erlangte. Mit seinen Predigten erzielte er nicht nur bei seinen Zeitgenossen eine starke Wirkung, sondern beeindruckte auch die Nachwelt. Außerdem leistete er einen wichtigen Beitrag zur Gestaltung der deutschen philosophischen Fachsprache. Zu seinen Zielen gehörte die Verbreitung von Grundsätzen für eine konsequent spirituelle Lebenspraxis im Alltag. Aufsehen erregten seine unkonventionellen, teils provozierend formulierten Aussagen und sein schroffer Widerspruch zu damals verbreiteten Überzeugungen. Umstritten war beispielsweise seine Aussage, der „Seelengrund“ sei nicht wie alles Geschöpfliche von Gott erschaffen, sondern selbst göttlich und ungeschaffen. Im Seelengrund sei die Gottheit stets unmittelbar anwesend. Vielfach griff Eckhart Gedankengut der neuplatonischen Tradition auf. Oft wird er als Mystiker charakterisiert, in der Forschung ist die Angemessenheit dieser Bezeichnung allerdings umstritten.
Nach langjähriger Tätigkeit im Dienst des Ordens an wichtigen Positionen wurde Eckhart in höheren Lebensjahren von zwei Mitbrüdern 1325 der Häresie (Irrlehre, Abweichung von der Rechtgläubigkeit) bezichtigt und angeklagt. Der in Köln eingeleitete Inquisitionsprozess wurde am päpstlichen Hof in Avignon neu aufgenommen und 1329 zu Ende geführt. Eckhart starb dort noch vor Abschluss des gegen ihn eingeleiteten Verfahrens. Da er sich von vornherein dem Urteil des Papstes unterworfen hatte, entging er als Person einer Einstufung als Ketzer. Papst Johannes XXII. (1316–1334) verurteilte mit der Bulle In agro dominico (März 1329) eine Reihe seiner Aussagen als Irrlehren und verbot die Verbreitung der Werke, die sie enthielten. Dennoch hatte Eckharts Gedankengut beträchtlichen Einfluss auf die spätmittelalterliche Spiritualität im deutschen und niederländischen Raum.

## Leben

### Herkunft und Ausbildung

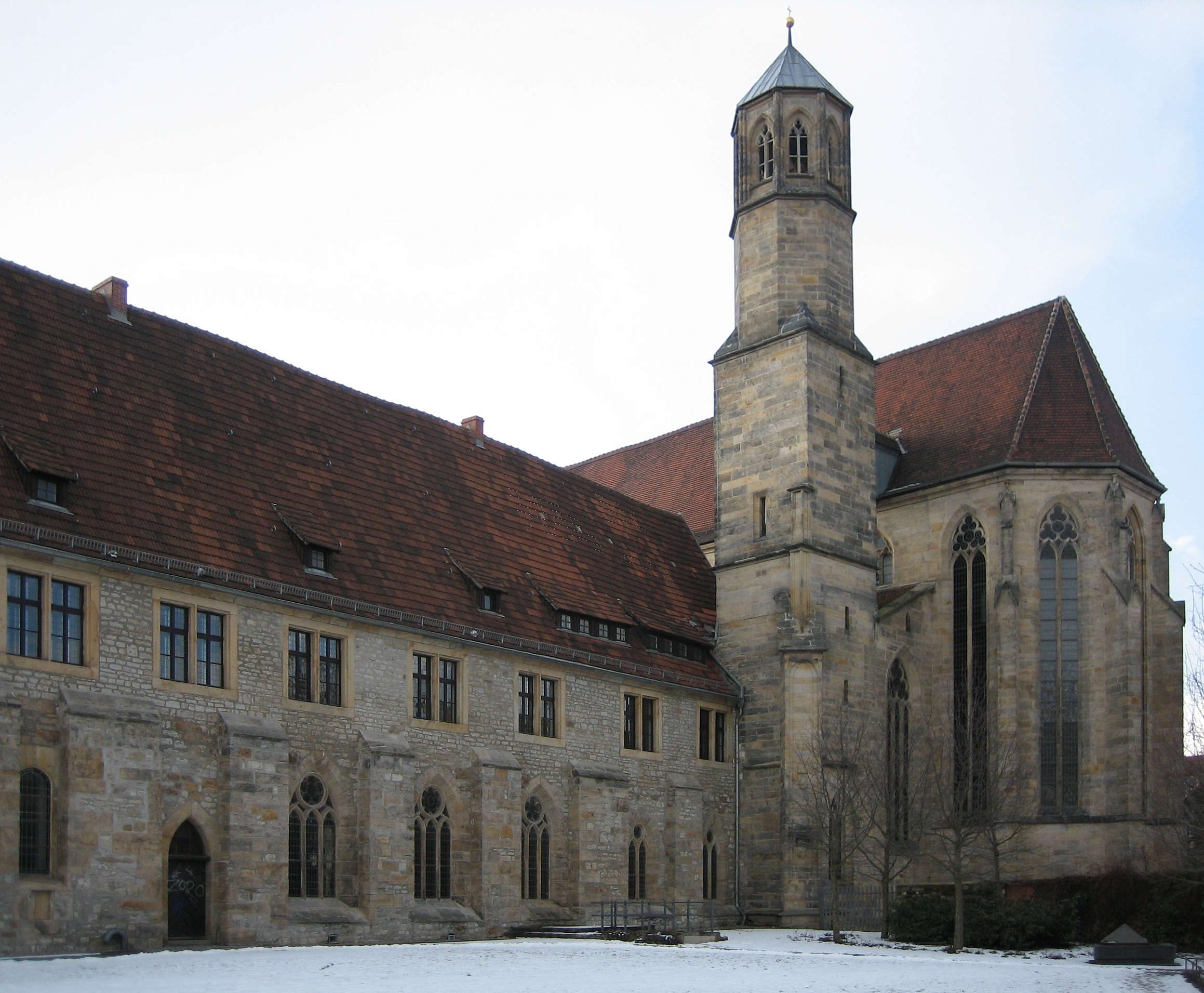
Predigerkirche und Predigerkloster Erfurt

Eckhart wurde um 1260 im heutigen Landkreis Gotha in Thüringen geboren, entweder in Hochheim oder in Tambach. Wahrscheinlich war er ein Sohn des Ritters Eckhart, „genannt von Hochheim“, dessen Tod in einer Urkunde vom 19. Mai 1305 festgestellt wird.
Vermutlich um 1275 trat er in Erfurt in den Orden der Dominikaner (Predigerbrüder) ein. Im dortigen Dominikanerkloster erhielt er wohl seine Grundausbildung. An einer der Hochschulen (Studium generale) seines Ordens, vermutlich in Köln, absolvierte er ein Studium. Dieses begann mit den artes („Künsten“). Darunter verstand man in der ordensinternen Ausbildung nicht die Gesamtheit der Sieben Freien Künste, sondern speziell die Logik des Aristoteles. Der nächste Abschnitt umfasste die naturalia („Naturkunde“) und die Moralphilosophie. Darauf folgte die theologische Ausbildung und der Empfang der Priesterweihe. In Köln hat Eckhart vielleicht Albertus Magnus, der 1280 starb, noch kennenlernen können. Man hat vermutet, dass er in Paris studierte, doch gibt es dafür keinen konkreten Anhaltspunkt.

### Lehrtätigkeit an der Pariser Universität

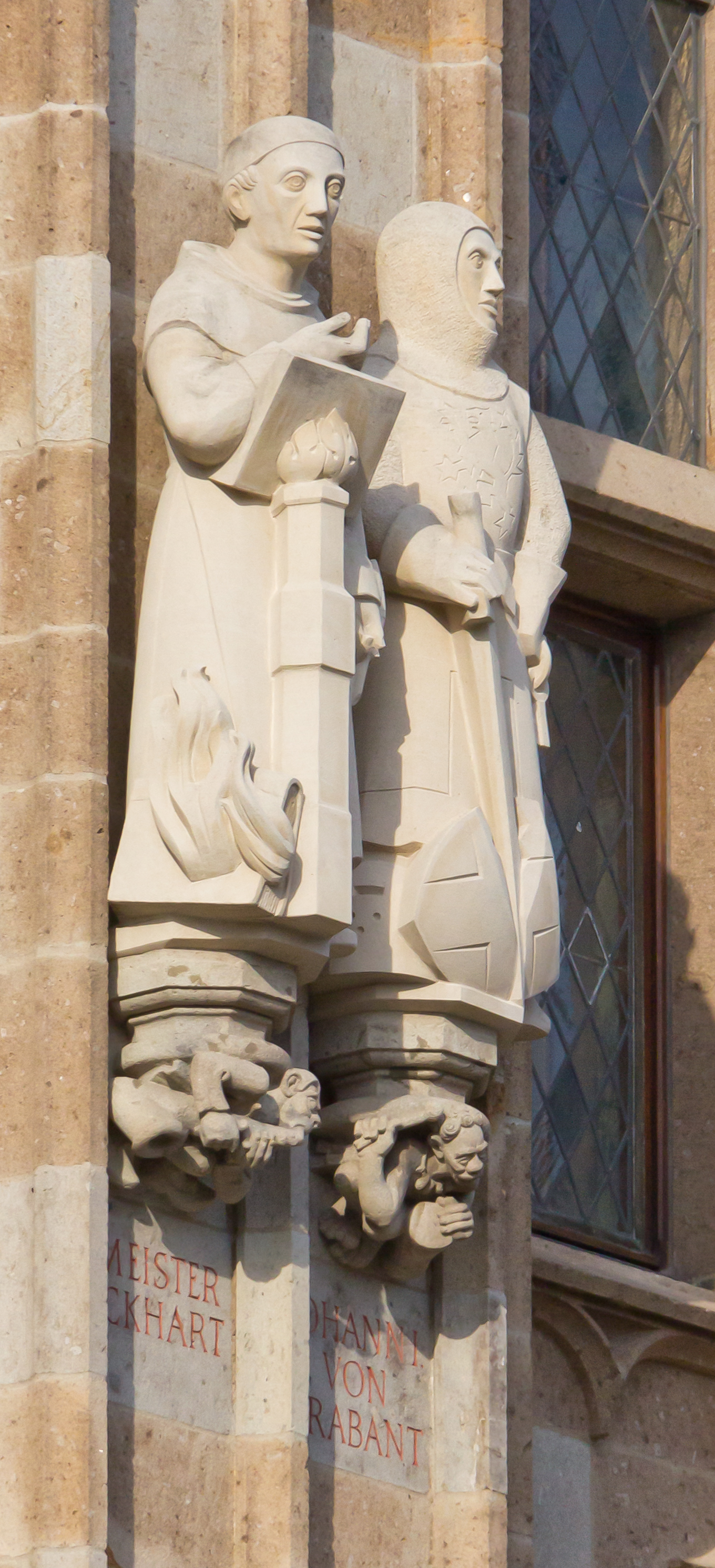
Meister Eckhart (links) und Johann I. am Rathausturm in Köln

Von 1293 bis 1294 war Eckhart an der Pariser Universität, der damals berühmtesten Universität des Abendlandes, als Lektor der Sentenzen des Petrus Lombardus tätig. Für dieses Amt war ein Mindestalter von 33 Jahren vorgeschrieben. Seine Antrittsvorlesung, mit der er seine Lehrtätigkeit in Paris eröffnete, hielt er im September oder Oktober 1293. Das erste gesicherte Datum aus seinem Leben ist der 18. April 1294, ein Ostersonntag, an dem er in der Kirche des Dominikanerkonvents St. Jacques in Paris die Festpredigt hielt. Noch vor Ende 1294 kehrte er nach Erfurt zurück.
Im Jahr 1302 wurde Eckhart in Paris zum Magister der Theologie promoviert. Auf seinen eingedeutschten Magistertitel bezieht sich die gängige Bezeichnung „Meister“ Eckhart. Nach der Promotion erhielt er für ein Jahr den für Nichtfranzosen reservierten Lehrstuhl der Dominikaner. Zu seinen Aufgaben gehörte neben der Vorlesung und der Leitung der Disputationen auch das Predigen.

### Im Dienst des Ordens
Im Jahr 1294 wurde Eckhart Prior des Erfurter Dominikanerklosters und Vikar (Stellvertreter) des Provinzials, der die Ordensprovinz Teutonia leitete, in Thüringen. Das Amt des Provinzials übte damals der Philosoph Dietrich von Freiberg aus; Einflüsse zwischen beiden werden – in beiden Richtungen – in der Forschung diskutiert.
Auf dem am 8. September 1303 erstmals stattfindenden Provinzkapitel in Erfurt wurde Eckhart zum ersten Provinzial der Ordensprovinz Saxonia gewählt, die weite Teile Nord- und Mitteldeutschlands sowie die heutigen Niederlande umfasste und im Osten bis Lettland reichte. Die Saxonia war aus der Teilung der zu groß gewordenen Provinz Teutonia (Eckharts Heimatprovinz) hervorgegangen, die das Generalkapitel des Ordens zu Pfingsten 1303 beschlossen hatte. Bei ihrer Gründung bestand die Saxonia aus 47 Männerklöstern, zu denen während Eckharts Amtszeit drei weitere hinzukamen, und einigen Frauenklöstern. Sie wurde von Erfurt aus geleitet. Auf dem Generalkapitel in Toulouse Pfingsten 1304 wurde die Wahl Eckharts bestätigt. Wahrscheinlich zu diesem Anlass hielt der neue Provinzial auf dem Provinz- und dem Generalkapitel je eine Predigt und Vorlesung über das 24. Kapitel des Buches Jesus Sirach (Ecclesiasticus).
Zu Pfingsten 1307 wurde Eckhart auf dem Generalkapitel in Straßburg zum Generalvikar (Vertreter des Generalmeisters) für die böhmische Dominikanerprovinz ernannt. In den dortigen Konventen sollte er durchgreifende Reformen durchführen. Im Herbst 1310 wurde er auf dem Provinzkapitel der Ordensprovinz Teutonia in Speyer zu deren Provinzial gewählt. Der Generalmeister weigerte sich jedoch, die Wahl zu bestätigen. Das Generalkapitel in Neapel entband Eckhart am 30. Mai 1311 seines Amtes als Provinzial der Saxonia und schickte ihn zu einer zweiten Lehrtätigkeit wieder an die Universität Paris. Dort besetzte er erneut den für Nichtfranzosen bestimmten Lehrstuhl. Die wiederholte Übernahme des Lehrstuhls war eine Auszeichnung, die vor ihm nur Thomas von Aquin (1225–1274) zuteilgeworden war.
Eckharts Aufenthalt in Straßburg, oft als sein „Straßburger Jahrzehnt“ bezeichnet, soll von 1313/1314 bis 1322/1324 gedauert haben. In der Forschung wird angenommen, dass er als Generalvikar dem dortigen Dominikanerkloster zugewiesen war. Allerdings wird ein durchgängiger Aufenthalt in Straßburg von manchen Forschern bezweifelt, da er nur durch drei datierte Urkunden von 1314, 1316 und 1322 gestützt wird. Oft wird die Ansicht vertreten, dass in diesen Jahren die Seelsorge in Frauenklöstern zu seinen Hauptpflichten gehörte. Einer anderen Forschungsmeinung zufolge war er in Straßburg mit Lehraufgaben betraut.
Ab 1323/24 war Eckhart in Köln. Zu seinen dortigen Hauptaufgaben gehörte das Predigen. Für eine Lehrtätigkeit gibt es keinen Beleg, doch angesichts seiner Qualifikation liegt die Vermutung nahe, dass der Orden ihn als Lektor am Studium generale einsetzte.

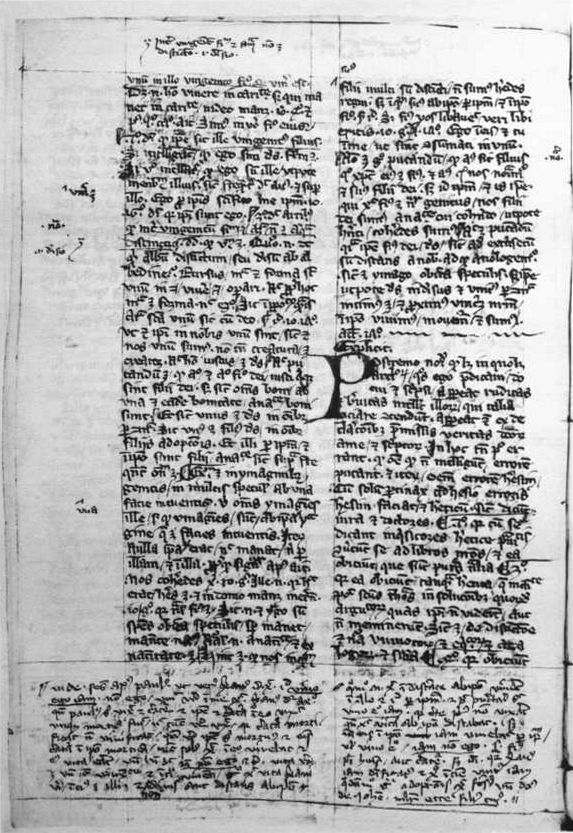
Eine Seite aus Eckharts Stellungnahme zur Anklage. Handschrift Soest, Stadtarchiv und Wissenschaftliche Stadtbibliothek, Codex Nr. 33, Blatt 57v

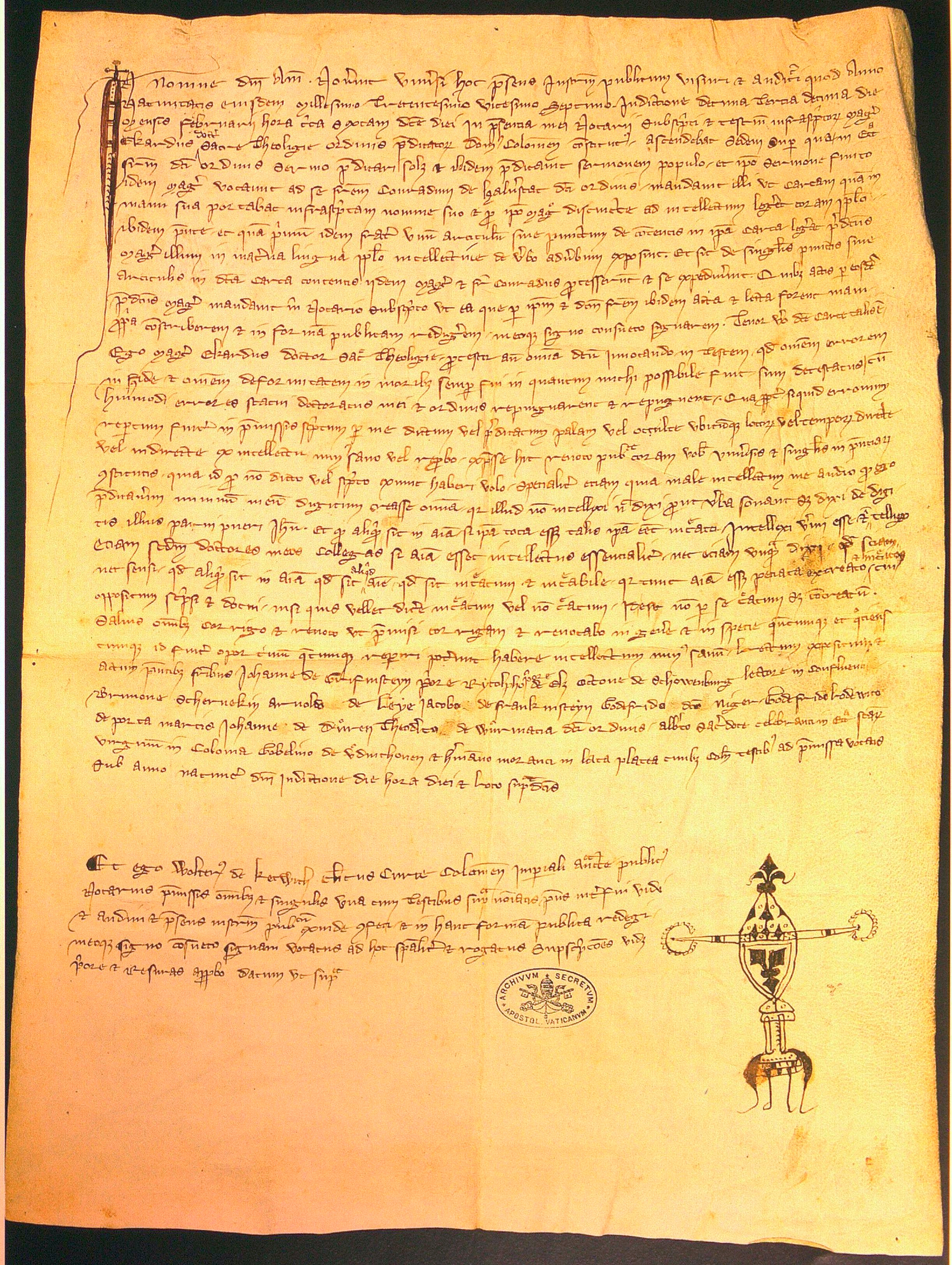
Das Notariatsinstrument betreffend Eckharts öffentlichen Widerruf seiner „Irrtümer“ in Köln am 13. Februar 1327, das der päpstlichen Kanzlei übersandt wurde. Città del Vaticano, Archivio Segreto Vaticano, Archivum Arcis, Arm. C, 1123

### Anklage und Prozess in Köln
In Köln wurde Eckhart 1325 von seinen Ordensbrüdern Hermann de Summo und Wilhelm von Nidecke beim dortigen Erzbischof Heinrich II. von Virneburg der Häresie (Abweichung von der Rechtgläubigkeit) bezichtigt. Laut einer 1327 abgefassten Stellungnahme Gerhards von Podanhs, der Vikar des Generalprokurators des Dominikanerordens war, handelte es sich bei beiden Anklägern um Mönche, die sich mit schwerwiegenden Verstößen gegen die Ordensdisziplin strafbar gemacht hatten; Gerhard forderte ihre Verhaftung. Obwohl die beiden Ankläger offenbar im eigenen Orden keinen Rückhalt hatten, war ihr Vorstoß erfolgreich. Der für Härte in Fällen von Häresieverdacht bekannte Erzbischof leitete eine Untersuchung ein, mit der er zwei Inquisitionskommissare, Reinerius Friso und Petrus de Estate, beauftragte. Reinerius war ein Kölner Domherr, Petrus gehörte dem mit den Dominikanern rivalisierenden Franziskanerorden an. Zwischen August 1325 und September 1326 wurde Anklage erhoben. Die Kommissare, die zugleich die Richter im Häresieprozess waren, legten dem Angeklagten zwei Listen seiner beanstandeten Aussagen vor. Die erste enthielt 49 Sätze aus seinen lateinischen Werken und – in lateinischer Übersetzung – aus einer seiner deutschen Schriften (dem Trostbuch) und aus seinen deutschen Predigten. Die zweite Liste bestand aus 59 ins Lateinische übersetzten Sätzen aus den deutschen Predigten. Offenbar wurden noch weitere Listen erstellt. Schon zuvor hatte der Dominikaner Nikolaus von Straßburg, der damals Generalvikar der Ordensprovinz Teutonia war, eine ordensinterne Überprüfung von Eckharts Rechtgläubigkeit eingeleitet, womit er auf Beschuldigungen reagierte. Nikolaus fand nichts Anstößiges. Weil er sich für Eckhart einsetzte, wurde er ebenfalls angeklagt. Der Vorwurf lautete, er habe die Häresie begünstigt.
Am 26. September 1326 überreichte Eckhart den Inquisitionskommissaren eine Stellungnahme, die Responsio ad articulos sibi impositos de scriptis et dictis suis. Darin bestritt er nicht nur seine Schuld, sondern auch die Rechtsgrundlage des Verfahrens, da wegen der Privilegien seines Ordens ein erzbischöfliches Gericht für seinen Fall nicht zuständig sei. Dennoch sei er bereit, zu den Vorwürfen Stellung zu nehmen. Das Fehlen eines Präzedenzfalls – es war noch nie ein Häresieverfahren gegen einen so hochrangigen Theologen und Ordensmann durchgeführt worden – verunsicherte anscheinend die Inquisitoren. Jedenfalls wurde das Verfahren verschleppt. Am 24. Januar 1327 appellierte Eckhart an den Apostolischen Stuhl. Dabei beklagte er, dass die Richter immer wieder Termine ansetzten, aber zu keinem Urteil kämen, und dass die Kommission schlecht beleumundeten Personen (den Anklägern) mehr Vertrauen schenke als ihm. Außerdem sei er bereits durch die Untersuchung des Nikolaus von Straßburg entlastet worden. Am 13. Februar 1327 ließ er einen schriftlichen pauschalen Widerruf seiner allfälligen Glaubensirrtümer in der Dominikanerkirche öffentlich verlesen. Diese Erklärung (protestatio), die notariell beglaubigt wurde, übersetzte er persönlich ins Deutsche. Sie ist allgemein formuliert und enthält keine Distanzierung von einzelnen beanstandeten Äußerungen, sondern nur die Versicherung, er widerrufe im Vorhinein jeden Irrtum, den man ihm nachweisen könne. Damit beugte er der Beschuldigung vor, ein hartnäckiger Häretiker zu sein, was nach damaligem Recht im Fall eines Schuldspruchs zu einem Todesurteil hätte führen müssen.

### Prozess in Avignon und Tod
Die Kölner Inquisitionskommission akzeptierte die Berufung an den Papst nicht und teilte dies dem Angeklagten am 22. Februar 1327 mit. Dennoch wurde das Verfahren in Köln abgebrochen und die Klärung der Angelegenheit dem Papst überlassen. Damals residierte der Papst nicht in Rom, sondern in Avignon. Dorthin begab sich Eckhart. Er wurde von mehreren Ordensbrüdern, darunter dem Provinzial der Teutonia, begleitet und vom Vikar des Generalprokurators der Dominikaner nachdrücklich unterstützt. Zu diesem Zeitpunkt stand somit sein Orden noch hinter ihm.
Nun prüfte eine päpstliche Untersuchungskommission die aus Köln übersandten Akten und gab dem Beschuldigten Gelegenheit zur Stellungnahme. Von den insgesamt rund 150 verdächtigen Aussagen, welche die Anklage in Köln zusammengestellt hatte, blieben 28 übrig, die von der Kommission als verwerflich eingestuft wurden. Wie schon in Köln machte der Angeklagte auch in Avignon geltend, er könne zwar in seinen theologischen Annahmen geirrt haben, doch sei dies kein Grund, an seiner Rechtgläubigkeit zu zweifeln und ihn als Häretiker einzustufen. Häresie könne nur vorliegen, wenn der Wille dazu vorhanden sei. Diesmal war er mit dieser Argumentation erfolgreich. In dem neuen Prozess am päpstlichen Hof ging es nicht mehr um die Frage, ob er als Häretiker einzustufen war, sondern es wurde nur in einem Lehrbeanstandungsverfahren geprüft, ob seine suspekten Aussagen häretische Irrtümer enthielten.
Schließlich erstellte die Kommission ein Protokoll, das „Gutachten von Avignon“, in dem sie die Verwerflichkeit der 28 Sätze feststellte und begründete. Wie in solchen Verfahren üblich wurden nicht ganze Schriften des Angeklagten oder sein Gesamtwerk beurteilt, sondern nur einzelne Sätze gemäß ihrem Wortlaut (prout sonant) ohne Berücksichtigung des Sinns der Texte, denen sie entnommen waren. Eckharts Werke lagen der Kommission nicht vor. Der Kardinal Jacques Fournier, der spätere Papst Benedikt XII., erstellte ein zusätzliches ausführliches Gutachten, in dem er einen Teil von Eckharts Sätzen für häretisch erklärte.

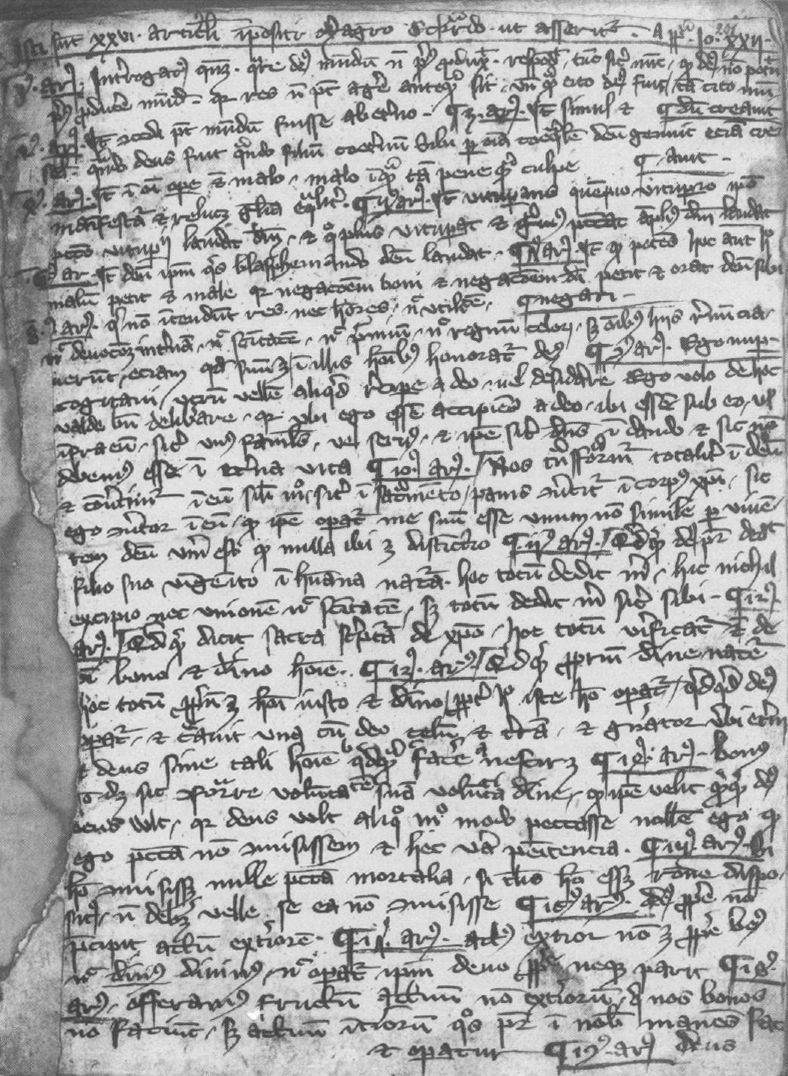
Abschrift der Bulle In agro dominico (Handschrift I 151, Stadtbibliothek Mainz).

Eckhart starb zwischen Juli 1327 und April 1328 vor dem Abschluss des Verfahrens, aller Wahrscheinlichkeit nach in Avignon, denn es ist davon auszugehen, dass er sich dem päpstlichen Gericht während der ganzen Dauer des Prozesses zur Verfügung halten musste. Als Todestag gilt traditionell der 28. Januar 1328, denn nach einem Vermerk des Dominikaners Friedrich Steill aus dem Jahr 1691 wurde am 28. Januar im Orden das Gedächtnis seines Todes begangen. Ob das Gedenken auf einer tatsächlichen Kenntnis des Todestags basierte, ist allerdings unklar.
Nach Eckharts Tod wurde das Verfahren fortgesetzt. Es endete mit der Verurteilung der 28 Sätze, die teils als häretisch, teils als häresieverdächtig eingestuft wurden. In der Bulle In agro dominico vom 27. März 1329 teilte der Papst mit, Eckhart habe vor seinem Tod seine Irrtümer vollständig widerrufen. Der Wortlaut dieser Urkunde lässt allerdings erkennen, dass Eckhart es vermieden hat, seine angegriffenen Lehren als unwahr zu bezeichnen. Vielmehr hielt er an seinen theologischen Überzeugungen fest und distanzierte sich nicht von dem, was er mit seinen beanstandeten Aussagen gemeint hatte. Er verwarf nur pauschal möglicherweise vorkommende häretische, glaubensfeindliche Fehldeutungen seiner Thesen. Damit gab sich der Papst zufrieden.

## Werke
Die Werke Eckharts sind teils in lateinischer, teils in mittelhochdeutscher Sprache abgefasst. Keines von ihnen ist als eigenhändige Niederschrift (Autograf) erhalten. Die deutschen Werke sind wesentlich breiter überliefert als die lateinischen. Neben kompletten Werken sind Entwürfe, teils winzige Fragmente sowie Zitate in fremden Schriften erhalten. In manchen Fällen ist die Authentizität allerdings strittig.

### Deutsche Werke
Mit seinen deutschen Werken wendet sich Eckhart ausdrücklich auch und besonders an die „ungelehrten Leute“. Er verwirft die Vorstellung einer nur den theologisch gebildeten Lateinkundigen zugänglichen Wahrheit, die vor dem einfachen Volk zu verbergen sei. Nach seiner Überzeugung soll man auch die erhabensten Lehren der allgemeinen Öffentlichkeit verkünden, denn die Ungelehrten seien diejenigen, die der Belehrung bedürfen. Das Risiko, dass manches nicht richtig verstanden wird, sei in Kauf zu nehmen. Die deutschen Werke sind:
- Die rede der underscheidunge (oft als „Reden der Unterweisung“ übersetzt; der überlieferte Titel ist nicht authentisch). Dies ist eine Sammlung von zwanglos aneinandergereihten Unterweisungen über eine Vielzahl geistlicher Themen und Fragen der Lebensführung. Die zwischen 1294 und 1298 in Erfurt entstandene Schrift enthält Antworten auf Fragen der (geistlichen) „Kinder“, das heißt der Mönche, mit denen der Autor als Prior Lehrgespräche führte. Es ist das am breitesten überlieferte Werk Eckharts.

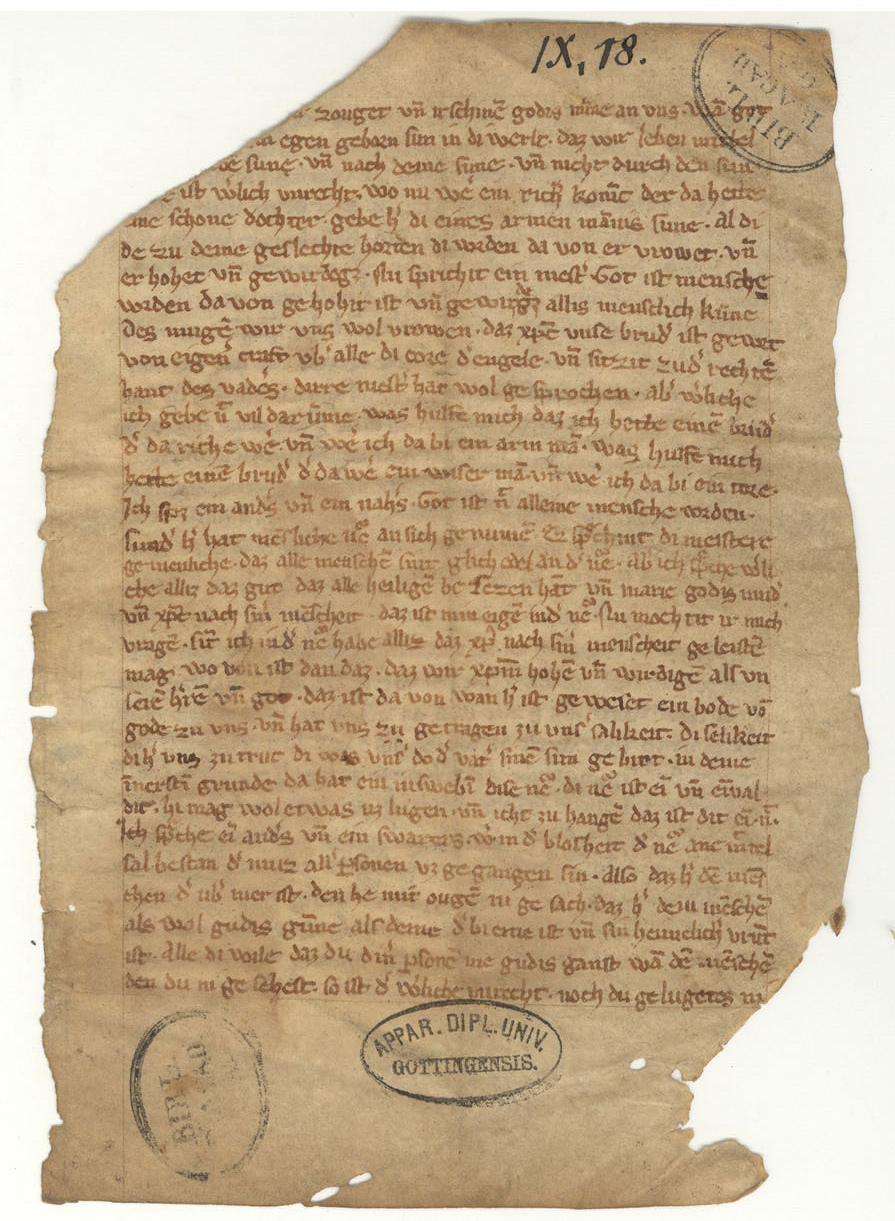
Fragment der deutschen Predigt 5b in einer Handschrift, die zu Eckharts Lebzeiten angefertigt wurde. Göttingen, Georg-August-Universität, Diplomatischer Apparat, 10 E IX Nr. 18, fol. 1r

- Die Predigten. Zu den bekanntesten Predigten zählen Nr. 86 Intravit Iesus in quoddam castellum und Nr. 32 Beati pauperes spiritu. Eine Predigtsammlung des 14. Jahrhunderts, der Paradisus anime intelligentis („Paradies der vernünftigen Seele“), enthält 64 Predigten, von denen die Hälfte von Eckhart stammt. In der älteren Forschung wurde vermutet, dass es sich bei den erhaltenen Predigttexten großenteils um unautorisierte Aufzeichnungen von Hörern handelt. Das ist aber nach heutigem Forschungsstand unwahrscheinlich. Philologische und historische Indizien sprechen dafür, dass Eckhart die Texte autorisiert hat (abgesehen von vereinzelten Ausnahmen). Wahrscheinlich hat er selbst eine Sammlung seiner deutschen Predigten schriftlich fixiert, wobei es sich nicht um bloße Kopien gehaltener Ansprachen handelte, sondern um für ein Lesepublikum redigierte Fassungen. Allerdings wurden die überlieferten Texte zum Teil von späteren Redaktoren erheblich überarbeitet. Außerdem muss mit überlieferungsbedingter Textverderbnis gerechnet werden.[12]
- Das „Buch der göttlichen Tröstung“. Eckhart schrieb das zur Gattung der Trostschriften gehörende Werk für die verwitwete Königin Agnes von Ungarn, deren Vater, König Albrecht I., 1308 ermordet worden war. Dass die Königin Eckhart mit der Abfassung dieser Schrift beauftragte, zeugt von seinem hohen Ansehen. Zusammen mit der Predigt „Vom edlen Menschen“ bildet das „Buch der göttlichen Tröstung“ den Liber Benedictus („Buch ’Gelobt’“), der nach den lateinischen Anfangsworten Benedictus deus („Gelobt sei Gott“) so genannt wird.
- Das Gedicht Granum sinapis („Das Senfkorn“), dessen Echtheit nicht gesichert, aber plausibel ist. Es ist zusammen mit einem lateinischen Kommentar überliefert, der früher zu Unrecht Eckhart selbst zugeschrieben wurde.[13]

Umstritten ist die Echtheit des Traktats „Von Abgeschiedenheit“, in dem ein zentraler Begriff von Eckharts Lehre erläutert wird. Der Herausgeber Josef Quint hält den Traktat für echt, andere Forscher bestreiten die Authentizität. Nach Ansicht von Kurt Ruh bestehen weitgehende Übereinstimmungen mit Eckharts authentischer Lehre und seinem Stil, doch stamme die Schrift nicht von ihm selbst.

### Lateinische Werke
Unter den lateinischen Werken nimmt das unvollendete „dreiteilige Werk“ (Opus tripartitum) den größten Raum ein. In den drei Teilen gedachte der Autor umfassend über seine Lehre zu informieren sowie seine Hinweise und Anweisungen für die Lebenspraxis zusammenzustellen. Seinem in der Vorrede dargelegten Plan zufolge sollte den ersten Teil das „Werk der Lehrsätze“ (Opus propositionum) bilden, für das die Behandlung von mehr als tausend Lehrsätzen vorgesehen war, verteilt auf 14 Abhandlungen (tractatus). In jeder Abhandlung wollte Eckhart zunächst einen grundlegenden philosophischen Terminus und dessen Gegensatz erörtern und klären (beispielsweise das Seiende und das Nichts, das Eine und das Viele, das Wahre und das Falsche, das Gute und das Übel) und dann die Lehrsätze vortragen, die sich auf den jeweiligen Terminus beziehen. Als zweiter Teil war ein „Werk der Fragen (Probleme)“ (Opus quaestionum) geplant. Der dritte Teil, das „Werk der Auslegungen“ (Opus expositionum), sollte die exegetischen Werke umfassen und aus zwei Bestandteilen bestehen: den Bibelkommentaren – Eckhart plante alle Bücher beider Testamente zu kommentieren – und einer Sammlung von lateinischen Predigten, in denen biblische Texte ausgelegt wurden. Das gewaltige Vorhaben konnte nur ansatzweise verwirklicht werden. Einige der Kommentare zu Büchern der Bibel liegen vor.
Von den lateinischen Werken sind erhalten geblieben:
- Vorreden zum Opus tripartitum: eine allgemeine Vorrede (Prologus generalis) und Vorreden zum „Werk der Lehrsätze“ und zum „Werk der Auslegungen“
- Zwei Kommentare zum Buch Genesis. Der zweite mit dem Titel „Buch der Gleichnisse der Genesis“ (Liber parabolarum Genesis) behandelt die symbolische Deutung von Begebenheiten, die im Buch Genesis erzählt werden.
- Der Kommentar zum Buch Exodus
- Der Kommentar zum Buch der Weisheit (Expositio libri Sapientiae)
- Die Auslegung des Evangeliums nach Johannes
- Zwei Predigten und zwei Vorlesungen über das 24. Kapitel des Buches Jesus Sirach (Sermones et lectiones super Ecclesiastici caput 24)
- Ein Fragment eines Kommentars zum Hohen Lied
- Die „Pariser Quaestionen“ (Quaestiones Parisienses), aus dem Lehrbetrieb hervorgegangene Problemerörterungen, in denen Eckhart unter anderem seine Position in der Frage des Verhältnisses von Sein und Erkennen in Gott und in Geschöpfen darlegt und damit den Gegensatz zwischen seiner Theologie und der thomistischen herausarbeitet.
- Die in Paris 1293 gehaltene Antrittsvorlesung (principium) über die Sentenzen des Petrus Lombardus (Collatio in libros Sententiarum)
- Die Predigten (sermones). Nur ein Teil davon ist vollständig ausgearbeitet, für andere liegen nur Entwürfe oder bloße Stichwortsammlungen vor.
- Eine kurze Erklärung des Vaterunsers

## Lehre
Eckharts Lehre kreist um zwei Pole: Gott und die menschliche Seele. Er will seine Hörer bzw. Leser über die Beschaffenheit der Seele und (soweit möglich) über Gott aufklären und darüber belehren, wie sich Gott und Seele zueinander verhalten. Dabei spielt für ihn der Praxisbezug seiner Ausführungen eine zentrale Rolle. Der Hörer oder Leser soll dazu angeleitet werden, anhand eigener Selbst- und Gotteserfahrung zu den von Eckhart beschriebenen Einsichten zu gelangen. Den Ausgangspunkt der Behandlung dieser Thematik bildet die Frage, wie Gotteserkenntnis zustande kommen kann und welche Voraussetzungen dafür erfüllt sein müssen.
In der breiteren Öffentlichkeit und in einem Teil der Fachliteratur wird Eckhart als Mystiker wahrgenommen. In der neueren Forschung wird allerdings verschiedentlich betont, dass der unterschiedlich definierte Begriff „Mystik“ als Bezeichnung für Elemente seiner Lehre problematisch, zumindest erläuterungsbedürftig und nur eingeschränkt verwendbar ist.

### Vorgehensweise
Zur Untermauerung und Illustration seiner Behauptungen zitiert Eckhart reichlich Autoritäten: sowohl biblische Texte als auch antike und mittelalterliche Kirchenschriftsteller und nichtchristliche Philosophen. Er bedient sich der vom Aristotelismus geprägten Terminologie der Universitätswissenschaft seiner Zeit; inhaltlich steht er allerdings dem Neuplatonismus näher als dem aristotelischen Denken. Unter den Autoren, die er besonders schätzt, spielt neben dem spätantiken Kirchenvater Augustinus der mittelalterliche jüdische Philosoph Maimonides eine herausragende Rolle. Die Kernaussagen seiner Lehre fußen aber trotz dieses geistesgeschichtlichen Hintergrunds nicht in erster Linie auf einer allgemein anerkannten philosophischen und theologischen Tradition, der er sich anschließt. Wichtiger als die Berufung auf Autoritäten ist für ihn die auf Vernunft und Erfahrung gestützte Einsicht. Er hält seine Einsichten für universal gültig und will seinem Publikum den Nachvollzug auch anspruchsvoller Inhalte ermöglichen. Allerdings erfordert der Nachvollzug viel mehr als ein rein gedankliches Erfassen der Schlüssigkeit der Darlegungen. Jeder, der Eckharts zentrale Aussagen wirklich verstehen und beurteilen will, hat erst in sich selbst die erforderlichen Voraussetzungen zu schaffen: Denn, solange der Mensch dieser Wahrheit nicht gleicht, solange wird er diese Rede nicht verstehen; denn dies ist eine unverhüllte Wahrheit, die da gekommen ist aus dem Herzen Gottes unmittelbar. Dass wir so leben mögen, dass wir es ewig erfahren, dazu helfe uns Gott. Sind die Voraussetzungen geschaffen, so kann die Wahrheit als solche mit Gewissheit erkannt werden.
Mit dieser Herangehensweise gelangt Eckhart zu Ergebnissen, die für einen kirchlichen Autor seiner Zeit ungewöhnlich sind und sein Denken als kühn und originell erscheinen lassen. Dabei besteht – entgegen einer früher verbreiteten Ansicht – kein Gegensatz zwischen den deutschen und den lateinischen Werken. Eckhart will nicht nur ein gebildetes Publikum erreichen, sondern alle, die seiner Lehre Interesse entgegenbringen. Als Prediger wendet er sich in deutscher Sprache auch an Hörer oder Leser, die über wenig philosophische oder theologische Vorkenntnisse verfügen. Er stellt aber hohe Anforderungen an die Bereitschaft des Publikums, sich auf ungewohnte und mitunter überspitzt formulierte Gedankengänge einzulassen. In der Exegese weicht er oft von der wörtlichen Bedeutung der auszulegenden Bibelstellen ab, um einen verborgenen Sinn zu finden. Über die schockierende Kühnheit seiner Behauptungen ist er sich im klaren; im Prolog zum Opus tripartitum schreibt er, manches erscheine auf den ersten Blick monströs, zweifelhaft oder falsch.

### Lehre von Gott und der Gottheit
Gott ist für die mittelalterlichen Scholastiker das Objekt sowohl philosophischer als auch theologischer Erkenntnisbemühungen. Er soll einerseits über die Offenbarung und andererseits mittels der Vernunft erkannt werden. Eckhart unterscheidet nicht zwischen diesen beiden Herangehensweisen. Theologie und Philosophie bilden für ihn eine Einheit; weder ist die Philosophie der Theologie untergeordnet (Philosophia ancilla theologiae) noch sind sie wegen unterschiedlicher Methodik zu trennen. Philosophische Überlegungen und Argumente stehen gleichwertig neben theologischen. Für Eckhart ist – im Gegensatz zur Auffassung vieler patristischer und mittelalterlicher Theologen – jeder Bereich der Theologie grundsätzlich philosophischer Reflexion zugänglich und mit philosophischen Aussagen erfassbar. Gemäß dieser Grundhaltung hält Eckhart auch den Unterschied zwischen natürlichen und übernatürlichen Vorgängen für unwesentlich und empfiehlt, man solle sich nicht darum kümmern, da beides gleichermaßen von Gott gewirkt sei. Fundamental für das Verhältnis des Menschen zu Gott ist der Unterschied zwischen Glauben und Wissen; der Glaube verhält sich zum Schauen oder vollkommenen Erkennen wie eine Meinung zum Beweis, wie etwas Unvollkommenes zum Vollkommenen. Es gilt also nicht beim Glauben zu bleiben, sondern vom Glauben zum Wissen voranzuschreiten.
Gott und Gottheit
Eckhart weist den Begriffen „Gott“ und „Gottheit“ nicht die gleiche Bedeutung zu, sondern er bezeichnet mit ihnen unterschiedliche Ebenen, auf denen sich die göttliche Wirklichkeit dem Menschen zeigen kann. Er behauptet, Gott und Gottheit seien so weit voneinander verschieden wie Himmel und Erde. Durch die Offenbarung begegnet dem nach Gotteserkenntnis strebenden Menschen zunächst der im Sinne der Trinitätslehre dreifaltige Gott. Als Vater zeugt Gott, als Schöpfer ist er die vorbildliche Ursache alles Geschaffenen, als Dreifaltigkeit tritt er in drei Personen in Erscheinung. Die drei Personen (Vater, Sohn und Heiliger Geist) bilden zwar aufgrund ihrer Wesensgleichheit eine Einheit, doch besteht zwischen ihnen zugleich ein realer Unterschied, sodass innerhalb der Trinität innergöttliche Beziehungen und Vorgänge möglich sind.
Vom Dasein Gottes, insoweit er Schöpfer ist und seinen Geschöpfen in dieser Eigenschaft entgegentritt, unterscheidet Eckhart eine höhere Ebene der Wirklichkeit des Göttlichen, auf der dieses als „Gottheit“ oder als „einfaltiges Eins“ erscheint, „oberhalb von Gott“. Terminologisch ist die Unterscheidung zwischen Gott und Gottheit bei Eckhart allerdings nicht durchgängig konsequent durchgeführt. Er verwendet das Wort „Gott“ auch für Aussagen, die sich auf das beziehen, was er sonst „Gottheit“ nennt. Damit richtet er sich nach der seinem Publikum – insbesondere den Hörern seiner Predigten – geläufigen Ausdrucksweise. Was gemeint ist, ist jeweils aus dem Zusammenhang ersichtlich.
Auf der Ebene der „Gottheit“ oder des „Einen“ ist die göttliche Wirklichkeit für den, der sich ihr nähern will, nicht mehr eine im Sinne der Dreifaltigkeitslehre bestimmbare Instanz, die zeugt und schafft. Die Gottheit bringt nichts hervor, sie teilt sich nicht zeugend und erzeugend mit, sondern ist auf nichts als sich selbst bezogen. Doch obwohl auf der Gottheitsebene die Beziehung zwischen Schöpfer und Geschöpf gerade nicht in Betracht kommt, ist sie ebenso wie die Ebene des Schöpfergottes dem Menschen real zugänglich. Man soll bei Gott nicht „stehen bleiben“, sondern „durchbrechen“ zur Gottheit. Die Gottheit ist der überpersönliche Aspekt der göttlichen Gesamtwirklichkeit. Nichts Bestimmtes kann über sie ausgesagt werden, da sie sich jenseits jeglicher Differenzierung befindet. Sie ist „weiselos“ (ohne Eigenschaften, durch die sie definiert werden könnte), ist ein „grundloser Grund“ und eine „stille Wüste“, eine „einfaltige Stille“. Darin stimmt die Gottheit Eckharts mit dem Einen überein, der höchsten Gegebenheit im System des Neuplatonismus. Das Eine ist der Ursprung von allem und kann daher keinerlei Merkmale aufweisen, denn jedes Merkmal wäre zugleich eine Begrenzung und als solche mit dem allumfassenden und undifferenzierten Charakter des Einen unvereinbar. Da Gott keine solcher Begrenzungen aufweist, gibt es nichts, was er nicht ist; somit ist er „ein Verneinen des Verneinens“. Mit diesem Ansatz folgt Eckhart der Tradition der negativen Theologie, insbesondere der Lehre des Pseudo-Dionysius Areopagita.
Gott als Person mit persönlichen Eigenschaften, die in seinen Namen ausgedrückt werden, existiert auf einer Ebene, die von derjenigen der Gottheit abgetrennt und ihr untergeordnet ist. Wenn er sich seinem eigenen unpersönlichen Aspekt zuwenden wollte, so müsste er – ebenso wie ein Mensch, der dies tut – alles beiseitelassen, was seine Besonderheit ausmacht. Somit kommt auch die Eigenschaft, Dreifaltigkeit zu sein, zwar Gott zu, nicht aber der Gottheit. Dazu bemerkt Eckhart: Dies ist leicht einzusehen, denn dieses einige Eine ist ohne Weise und ohne Eigenheit. Und drum: Soll Gott je darein lugen, so muss es ihn alle seine göttlichen Namen kosten und seine personhafte Eigenheit; das muss er allzumal draußen lassen, soll er je darein lugen.
Wie die Neuplatoniker spricht Eckhart der Gottheit somit nicht nur alle Gott kennzeichnenden Eigenschaften wie „gut“ oder „weise“ ab, sondern konsequenterweise auch das Sein, da das Sein auch eine Bestimmung ist und als solche dem Bestimmungslosen nicht zukommen kann. Wenn daher vom göttlichen Bereich nicht unter dem Aspekt „Gott“, sondern unter dem Aspekt „Gottheit“ die Rede ist, trifft die Aussage, dass diese Wirklichkeit „ist“, nicht zu; vielmehr handelt es sich um „ein überseiendes Sein und eine überseiende Nichtheit“. Daher ist die Gottheit auch kein Erkenntnisobjekt, weder für sich selbst noch für andere, denn wo ein erkennendes Subjekt von einem erkannten Objekt geschieden ist, handelt es sich nicht um die Ebene der Gottheit. Dazu bemerkt Eckhart: Die verborgene Finsternis des unsichtbaren Lichtes der ewigen Gottheit ist unerkannt und wird auch nimmermehr erkannt werden.
Die Ideen
In der Gottheit haben die platonischen Ideen ihren Ort. Eckhart nennt sie deutsch „Urbilder“, lateinisch „ideae“ oder „rationes (ideales)“, wobei er ausdrücklich auf Platon Bezug nimmt. Sie sind ungeschaffen wie die Gottheit selbst; die Ideen existieren in der Gottheit, aber nicht als Einzeldinge, sondern ungeschieden, da die Einheit der Gottheit keine Differenzierung zulässt. Außerdem existieren die Ideen aber auch auf die differenzierte Weise, nach welcher der menschliche Verstand sie erfassen kann, denn sie sind nicht nur in der Gottheit bzw. in Gott, sondern sind auch aus Gott „geboren“ worden. Unter diesem Gesichtspunkt betrachtet sind die Ideen oder Formen Elemente der göttlichen Weisheit. Diese ist, in der Terminologie der Dreifaltigkeitslehre ausgedrückt, das „Wort Gottes“ (nach dem Prolog des Johannesevangeliums) oder der „Sohn“, den der Vater aus sich gezeugt hat. Gott als Weisheit ist die Form aller Formen. Die Ideen verleihen den sinnlich wahrnehmbaren Einzeldingen deren Formen und damit die Existenz; die formlose Materie fasst Eckhart wie die Neuplatoniker als ontologisch nichtseiend auf.
Gottes Denken und Gottes Sein
In seinen Aussagen über Gott befasst sich Eckhart mit der Frage nach dem Verhältnis zwischen dem göttlichen Intellekt und dem göttlichen Sein. Ein wichtiges Thema der spätmittelalterlichen scholastischen Theologie ist die Frage, welche dieser Bestimmungen Gottes, das „Denken“ und „Erkennen“ (intelligere) oder das Sein (esse), die ursprüngliche und damit höherrangige und welche aus der anderen abgeleitet ist. Im Thomismus, einer damals einflussreichen theologischen Richtung, gilt Gottes Sein als Voraussetzung seines Intellekts (Agere sequitur esse). Im Gegensatz dazu vertritt Eckhart den Primat des Intellekts: Es ist also offensichtlich, dass (…) Gott Intellekt oder Denken (Erkennen) ist und dass er nur Denken (Erkennen) schlechthin ist, ohne dass ein anderes Sein hinzukäme. Das heißt, das Sein kommt Gott durch das Denken (Erkennen) zu und nicht umgekehrt. Zur Begründung führt Eckhart unter anderem an, das Sein sei als Prinzip im Sinne der Kategorienlehre des Aristoteles kategorial fassbar, während das Denken oberhalb des Rahmens des Kategoriensystems stehe und keiner formalen Bestimmtheit unterliege. Somit sei das Denken als das höherrangige Prinzip die Grundlage von Gottes Sein. Denken und Sein werden allerdings nur zum Zweck einer analytischen Betrachtung getrennt. Hinsichtlich ihres Vorhandenseins in Gott sind sie nicht getrennte Elemente, sondern existieren ununterschieden in ihm. Die Aussage „Gott ist Sein“ ist ebenso wahr wie die Aussage „Gott ist Denken (Erkennen)“, wobei seine Seinsweise allerdings von derjenigen der Schöpfung scharf zu unterscheiden ist.
Gott als Schöpfer
Die Ideen als Urbilder alles Geschaffenen sind in Gott. Die sinnlich wahrnehmbare Welt bildet diese Urbilder ab und verdankt ihnen ihr Dasein. Somit ist jedes Einzelding hinsichtlich seines Wesens, welches im Urbild liegt, in Gott vorhanden. Die Schöpfung erweist sich bei dieser Betrachtungsweise als Selbstentfaltung Gottes.
Eckhart betont jedoch die Schärfe des fundamentalen Gegensatzes zwischen Gott und allem Geschaffenen. Gottes Einfachheit, Erhabenheit, Unwandelbarkeit und Allursächlichkeit (universalis causalitas) steht in Kontrast zu den entgegengesetzten Merkmalen des Geschaffenen. Alles Geschaffene ist mannigfaltig, veränderlich, erleidend (patiens), verursacht und vergänglich. Nichts Wandelbares kann einfach sein, denn zu jedem Zeitpunkt ist es in einer bestimmten Hinsicht beharrend und in einer anderen im Wandel begriffen.
Aufgrund seiner Vergänglichkeit weist das Geschaffene kein „Sein“ im eigentlichen Sinne, im Sinne einer absoluten, überzeitlichen Existenz auf. So gesehen existiert es nicht wirklich. Verwendet man den Begriff „Sein“ im Sinne des absoluten Seins Gottes, so „sind“ die Dinge nicht; verwendet man ihn in dem Sinne, in dem er auf die Dinge angewendet wird, so „ist“ Gott nicht.
Das Dasein der geschaffenen Dinge ist nichts anderes als ein kontinuierliches Werden und Vergehen. Diesem Ansatz folgend fasst Eckhart die Schöpfung nicht als abgeschlossenen Akt der Vergangenheit auf, sondern als fortwährenden Vorgang. Gott hat den sinnlich wahrnehmbaren Einzeldingen nicht, als er sie schuf, die Eigenschaft der Beständigkeit und Fortdauer verliehen, sondern die Schöpfung vollzieht sich in jedem Augenblick aufs Neue. Wäre dies nicht der Fall, so müsste das Geschaffene sofort ins Nichts fallen, da es im Gegensatz zum Schöpfer außerstande ist, aus sich selbst seine eigene Fortdauer zu ermöglichen. Alle Kreaturen sind ein reines Nichts.
Verständnis der Schöpfung bedeutet somit Verständnis des Phänomens Zeit. Der überzeitlich existierende Gott schafft in einer permanenten Gegenwart, im „Jetzt“ oder „Nun“ (lateinisch nunc, mittelhochdeutsch nû) seiner Zeitlosigkeit (Ewigkeit). Eckhart unterscheidet zwischen dem nû der zît, dem Zeitpunkt innerhalb des Zeitflusses, und dem nû der êwicheit, dem Jetzt der Ewigkeit (lateinisch nunc aeternitatis). Die Überzeitlichkeit des Ewigen wird in Eckharts Sprache als „Augenblick“ („nun“) wiedergegeben, doch ist dieser „Augenblick“ nicht mit einem Zeitpunkt zu verwechseln, sondern er umfasst „alle Zeit“, also die Gesamtheit dessen, was in aller Zeit gegeben ist. Das Jetzt der Ewigkeit ist auch nicht im Sinne eines statischen Zustands zu verstehen, es bedeutet keinen Stillstand (das wäre eine unangemessene Beschreibung aus der Perspektive der Zeitlichkeit). Gemeint ist eine überzeitliche „Gegenwart“, die wegen ihrer Gegenwärtigkeit (lateinisch praesentialitas) eine Bezeichnung erhält, die an den innerzeitlichen Gegenwartsbegriff anknüpft. Als „Fülle der Zeit“ unterscheidet sich die Gegenwärtigkeit des ewigen „Jetzt“ vom Zeitpunkt dadurch, dass sie nicht der vergangenen und künftigen Gegebenheiten beraubt ist, sondern diese in sich einschließt.
Aus der Perspektive der Ewigkeit erscheint die Welt als anfangslos, weil ihr Dasein nicht eine Aneinanderreihung von Zeitpunkten ist. Dass sie einen Anfang in der Zeit gehabt habe, ist nur eine für das menschliche Denken nötige und angemessene Vorstellung, nicht eine Aussage über die Schöpfung an sich. Nur aus der menschlichen Perspektive, die auf der Vorstellung einer linearen zeitlichen Ordnung mit „vorher“ und „nachher“ basiert, ist die Schöpfung ein zeitlicher Vorgang. In Wirklichkeit ist Gott nicht zeitlich „früher“ als die Welt. Der Mensch lebt aber in der Zeit, in der die Einheit des göttlichen Seins zerfallen ist. Daher bewegen sich seine Vorstellungen innerhalb eines Rahmens, der sich aus seinem Erleben von Zeit ergibt.

### Die Seele, ihre Erkenntnisweisen und ihr Verhältnis zu Gott
Der Seelengrund
Die Kluft zwischen dem ewigen Gott und dem vergänglich Geschaffenen ist bei Eckhart so tief, dass – im Gegensatz zur (scholastischen) Lehre der natürlichen Theologie – nichts Geschaffenes einen Zugang zu Gott finden kann. Das Untere fasst und begreift das Obere nicht. Die Beziehungen zwischen Gott und seinen menschlichen Geschöpfen stehen aber im Mittelpunkt der christlichen Lehre, und auch Eckharts Denken kreist um sie. Diesen Widerspruch beseitigt Eckhart, indem er die menschliche Seele hinsichtlich ihres Kernbereichs nicht dem Bereich der geschaffenen Dinge zuordnet, sondern ihr eine göttliche Qualität zuspricht. Die Gottheit selbst ist unmittelbar zuinnerst in der Seele ständig anwesend. Somit ist in der Seele etwas, dem die Ungeschaffenheit, Unvergänglichkeit und Eigenschaftslosigkeit der Gottheit zukommt. Der Kernbereich der Seele ist ewig und einheitlich wie Gott, genauer gesagt wie Gott als „Gottheit“ oberhalb der Dreifaltigkeit. Eckhart spricht ausdrücklich von einem „Teil“ der Seele, der im Unterschied zu den anderen Teilen „gottgleich“ ist. Der göttliche „Teil“ der Seele ist aber nicht ein Teil eines Ganzen neben anderen Teilen, sondern von all dem in der Seele, was geschaffen ist, seiner Natur nach fundamental verschieden. Ausdrücke wie „Teil“ und „in der Seele“ scheinen eine Position anzudeuten. Sie sind aber nur in einem übertragenen Sinn gemeint, denn sie erwecken die Vorstellung einer räumlichen Struktur, womit sie der gemeinten Realität nicht gerecht werden.
Der göttliche Kernbereich der Seele, ihr „Innerstes“, ist der zeit- und raumlose „Seelengrund“, in dem völlige Ruhe herrscht. Eckhart verwendet dafür auch andere Bezeichnungen. Unter anderem spricht er vom „Fünklein“ oder „Bürglein“, vom „Höchsten“, „Lautersten“ oder „Haupt“ der Seele; auch mit dem „Intellekt als solchem“ meint er den Seelengrund. Er betont aber auch, dass der Seelengrund eigentlich so wie die Gottheit namenlos ist. Das Fünklein leuchtet immer, ist aber verborgen. Der Seelengrund steht so hoch über der Sinneswelt wie der Himmel über der Erde. Von diesem unwandelbaren Kernbereich unterscheidet Eckhart die äußeren Bereiche, in denen sich die Tätigkeiten der Seele abspielen. Dort treten die Ausdrucksformen ihrer weltlichen Aktivität wie Begehren, Gedächtnis und Wille in Erscheinung. Sie werden benötigt, damit die Seele den Erfordernissen ihrer Verbindung mit dem Körper Genüge tun und mit den geschaffenen und vergänglichen Dingen in Kontakt sein kann. Davon ist der Seelengrund abgetrennt; die Eindrücke, die aus der Welt der Sinneswahrnehmung einströmen, erreichen ihn nicht. Er ist ihnen so fremd und fern wie die Gottheit, denn der Seelengrund ist von der Gottheit ununterschieden.
Von den vergänglichen und daher nichtigen Aspekten seines Daseins kann der Mensch sich emanzipieren, indem er sich dem zuwendet, was in ihm – das heißt in der Seele – göttlich ist. Dank Gottes Anwesenheit in der Seele ist ihre Selbsterkenntnis Gotteserkenntnis. Unter diesem Aspekt sind alle menschlichen Seelen gleich. Die hier gemeinte Gotteserkenntnis ist nicht eine reflektierte, in der ein Subjekt einem Objekt betrachtend gegenübersteht, sondern eine unmittelbare, in der keine Distanz zwischen dem Erkennenden und seinem göttlichen Erkenntnisobjekt besteht. Während bei einer reflektierten Erkenntnis eine Abstraktionstätigkeit stattfindet, mit der aus einem Abbild dessen Urbild erschlossen wird, vollzieht sich die Gotteserkenntnis ohne jegliche Vermittlung: Das muss geschehen ohne Mittel und Jederart Vermittlung ist Gott fremd.
Intellekt und Wille
Als höchste Manifestation seelischer Aktivität betrachtet Eckhart, wie auch andere Dominikaner, den Intellekt und nicht – wie die Franziskaner und deren gleichzeitig mit Eckhart in Paris lehrender gewichtigster Theologe Duns Scotus – den Willen. In diese Streitigkeiten zwischen den beiden Orden geriet Eckhart und hatte dabei im Vergleich zu Duns Scotus wohl den größeren Lehrerfolg. Peter de Aestate, der die anstößigen Sätze (vor allem aus den Quaestiones) nach Avignon sandte, war Franziskaner.
Dem Willen misstraut Eckhart, denn er sieht in ihm den gottfernen, auf das Geschaffene abzielenden Eigenwillen, der auch dann, wenn er sich auf Gott richtet, die Getrenntheit von Subjekt und Objekt, Seele und Gott voraussetzt: Darum ist die Vernunft allwegs nach innen suchend. Der Wille hingegen geht nach außen auf das hin, was er liebt. Der Intellekt ist diejenige Instanz in der Seele, welche die Informationen, die aus der Außenwelt kommen, auswertet, indem sie das Materielle vom Geistigen (Intelligiblen) trennt und so zum Verständnis des Allgemeinen (der Ideen) gelangt, indem sie die Ideen von den Sinnesobjekten abstrahiert. Eckhart teilt die von Thomas von Aquin initiierte und von Albert dem Großen besonders prägnant formulierte Sichtweise der dominikanischen Tradition, wonach der Mensch, insoweit er Mensch ist, nur Intellekt ist; der Intellekt macht das spezifisch Menschliche am Menschen aus. Dabei verwendet Eckhart den Begriff Intellekt in einem anderen Sinn als dem heute gängigen. Der Intellekt „als solcher“ (intellectus inquantum intellectus) ist für Eckhart nicht eine der Fähigkeiten („Seelenvermögen“) oder Instrumente, über welche die Seele verfügt, sondern eine eigenständige in der Seele tätige Instanz. Er ist etwas nicht Geschaffenes, sondern Göttliches im Menschen, das einer Dimension oberhalb von Raum und Zeit angehört.
Die Stufen der Erkenntnis
Die Seele gelangt auf unterschiedliche Weisen zur Erkenntnis verschiedenartiger Gegenstände. Die Sinnesorgane vermitteln ihr zwar Informationen aus der Sinneswelt, doch ihr Wissen über diesen Bereich entnimmt sie nicht der Sinneswahrnehmung, sondern sie trägt es bereits latent in sich und wird durch das, was über die Sinnesorgane hereinkommt, nur an dieses schon vorhandene Wissen erinnert. Hierfür beruft sich Eckhart auf Augustinus sowie auf Platon, der versucht hatte, das Wissen als etwas in der Seele bereits Angelegtes zu erweisen (Anamnesis-Konzept). Eine höherrangige Erkenntnis verdankt die Seele den fünf „inneren Sinnen“, die Eckhart gemäß dem gängigen Modell Avicennas, auf den er sich in seinem Kommentar zur Weisheit Salomos bezieht, annimmt: dem Gemeinsinn (sensus communis), der Vorstellungskraft (vis imaginativa), der für die Begriffe zuständigen Denkkraft (vis cogitativa), der Beurteilungskraft (vis aestimativa) und dem Gedächtnis (memoria). Sie ermöglichen ihr, sich etwas nicht Gegenwärtiges vorzustellen und dessen Bedeutung einzuschätzen. Über den inneren Sinnen steht das auf äußere Dinge bezogene Erkenntnisvermögen des schlussfolgernden Verstandes (ratio) und über diesem als höchstes Erkenntnisvermögen der auf Gott hingeordnete Intellekt, den Eckhart auch „höheren Verstand“ (ratio superior) nennt und als Abbild Gottes bezeichnet. Mit „Intellekt“ bezeichnet Eckhart sowohl den intellectus agens, den „aktiven Intellekt“, der die Erkenntnisbilder abstrahiert, als auch den intellectus possibilis, den „möglichen“ oder „passiven“ Intellekt, der nicht handelt, sondern nur empfängt. Im Unterschied zur gesamten aristotelischen Tradition und insbesondere zu Dietrich von Freiberg fasst Eckhart jedoch den passiven Intellekt als den höheren auf.
Das Leben
Die Seele ist das Prinzip des Lebens, denn sie steuert das Lebewesen von innen her und bewirkt damit, dass es sich selbst bewegt, worin das Wesen des Belebtseins besteht. Das Leben fließt unmittelbar von Gott, es ist „Gottes Sein“ und Ausdruck seiner Präsenz, es quillt aus seinem Eigenen und ist Selbstzweck („ohne Warum“). Daher ist für Eckhart nichts so begehrenswert wie das Leben, auch unter schlimmsten und beschwerlichsten Umständen.
Die Sünde
Zu den genannten Annahmen passt Eckharts Verständnis der Sünde, die in seinen Werken ebenso wie Beichte und Buße eine auffallend geringe Rolle spielt. Mit der Lehre von der Erbsünde und der Vorstellung einer Sühne durch ein stellvertretendes Leiden Christi setzt er sich nicht auseinander. Sünde ist für ihn eine willentliche Abkehr von Gott. Philosophisch ausgedrückt ist sie „immer ein Zurückschreiten vom Einen zu den vielen Dingen“. Das bedeutet, dass „die Ordnung der Dinge aufgehoben wird und das Obere dem Niederen unterworfen wird“. Dies wird rückgängig gemacht, indem man sich Gott wieder zuwendet. Das Übel oder Böse fasst Eckhart neuplatonisch auf; es ist für ihn eine Minderung und ein teilweiser Verlust des Guten und existiert somit nur durch seinen jeweiligen Bezug zu dem bestimmten Guten, das es beeinträchtigt. Es kann das Gute mindern, aber niemals ganz auslöschen. Etwas durch und durch Übles oder absolut Böses kann es nicht geben. Als bloßer Mangel (Privation) hat das Übel keine Ursache, sondern ist durch das Fehlen einer Ursache verursacht. Die Vollkommenheit des Universums erfordert, dass es Übel gibt, und das Übel ist auf das Gute hingeordnet. Man soll zwar nicht sündigen, aber man soll auch eine begangene Sünde nicht bereuen in dem Sinne, dass man wünscht, sie wäre nicht geschehen. Ein solcher Wunsch wäre Ausdruck eines Eigenwillens, der sich gegen den Willen Gottes richtet, denn Gott hat das Geschehene zum Besten des Menschen gewollt.
Die Gottesgeburt in der Seele

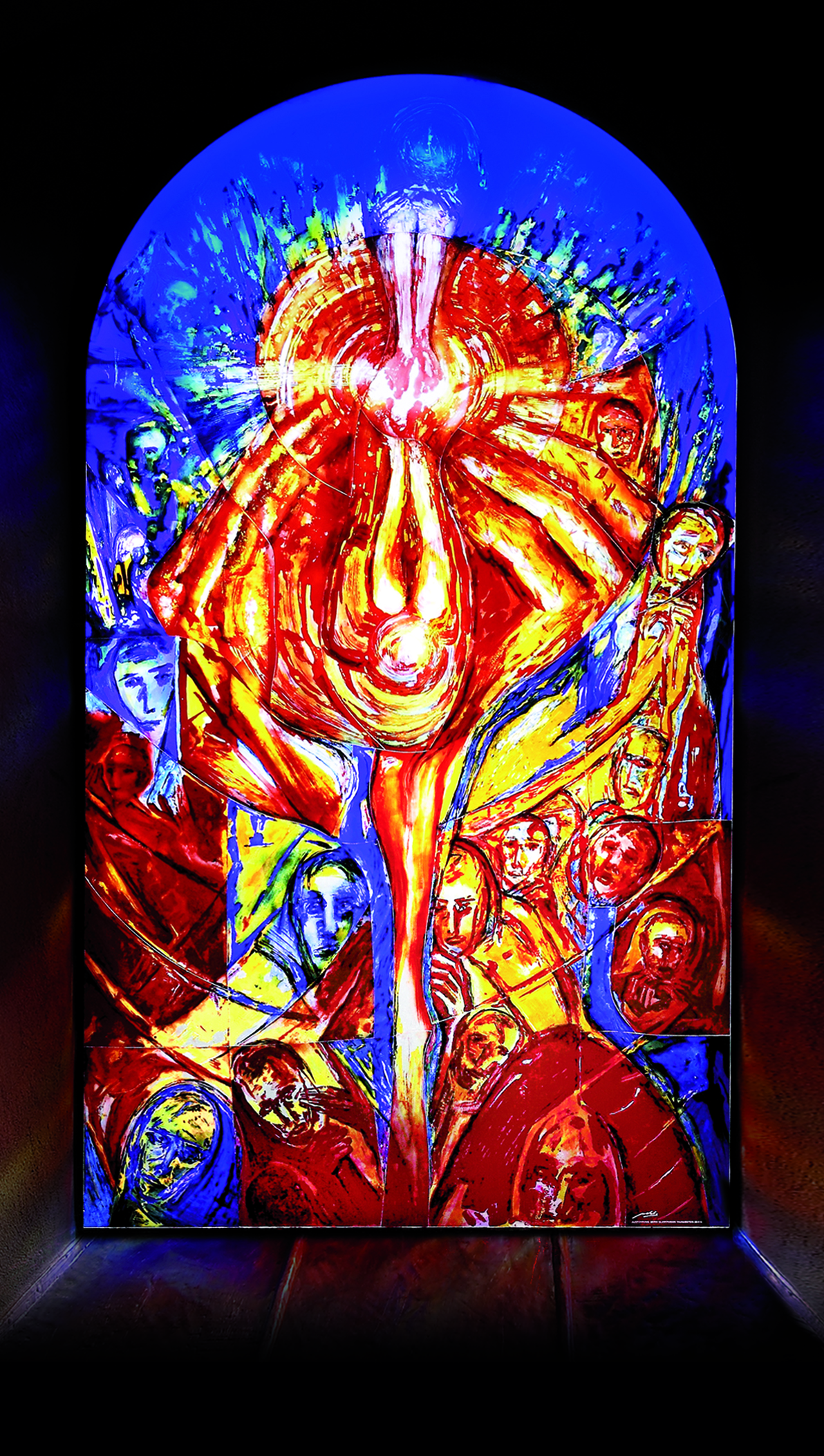
Chorfenster von Gert Weber in der St.-Nikolaus-Kirche „Gottesgeburt in der Menschenseele“ – die Theologie von Meister Eckhart inspirierte den Künstler zu seiner Gestaltung

Die Hinwendung zu Gott soll zu einer Erfahrung führen, die in Eckharts Lehre eine zentrale Rolle spielt. Er nennt sie Gottesgeburt in der Seele. Gemeint ist, dass die Seele die Göttlichkeit ihrer eigenen Natur wahrnimmt und so Gott in sich selbst findet. Sie wird nicht etwas, was sie vorher nicht war, sondern erkennt das, was sie überzeitlich ist. Die Gottesgeburt geht vom Seelengrund des einzelnen Menschen aus und erfasst die Seele in ihrer Gesamtheit. Darin besteht für Eckhart der Sinn und Zweck der Schöpfung. Es handelt sich nicht um ein punktuelles Ereignis, das zum Abschluss kommt, sondern um einen fortdauernden Vorgang ohne Ende. Die Betonung der Prozesshaftigkeit des Geschehens ist ein besonderes Merkmal von Eckharts Denken.
Die Gottesgeburt in der Seele geschieht, wenn die Voraussetzungen erfüllt sind, zwangsläufig. Sie zu veranlassen ist für Gott eine Naturnotwendigkeit, er folgt dabei seiner eigenen Natur, könnte also gar nicht anders wollen und handeln: Er muss es tun, es sei ihm lieb oder leid und Gottes Natur, sein Sein und seine Gottheit hängen daran, dass er in der Seele wirken muss. Die Grundlagen der Gottesgeburt sind nicht der Glaube, ein Gefühl oder eine Vision des betreffenden Individuums, sondern seine Erkenntnis und Vernunft („Vernünftigkeit“). Die Erkenntnis „läuft voran“ und „bricht durch“; die Vernunft „fällt ins reine Sein“. Dabei wird die Vernunft nicht transzendiert, vielmehr spielt sie weiterhin eine wesentliche Rolle, gemäß Eckharts Feststellung: Und der Mensch soll zu allen seinen Werken und bei allen Dingen seine Vernunft aufmerkend gebrauchen.
Die Gottesgeburt verleiht allen Handlungen des so mit Gott verbundenen Menschen eine außerordentliche Bedeutung. Dadurch werden auch seine geringsten Taten weit über alles emporgehoben, was Menschen tun, die nicht auf diese Weise Gott zugekehrt sind. Wenn jemand, der Gott ergriffen hat, auf einen Stein tritt, so ist dies ein göttlicheres Werk, als wenn man ohne solche Gesinnung die Eucharistie empfängt.
Gottes Sohn
Die Lehre vom Göttlichen im Menschen bestimmt auch Eckharts Verständnis des christlichen Konzepts der Menschwerdung Gottes. Nach dem kirchlichen Dogma ist Christus Gott und Mensch zugleich, er vereinigt in sich eine göttliche und eine menschliche Natur. Dabei sind die beiden Naturen ungetrennt, aber auch unvermischt. Er ist ganz Mensch und zugleich ganz Gott. Eckhart betont, dass die menschliche Natur Christi keine andere sei als die jedes anderen Menschen. Alle Menschen haben die menschliche Natur mit Christus gemeinsam, und zwar in gleichem Sinn und auf die gleiche Weise (univoce et equaliter). Da Eckhart überdies jedem Menschen eine in der Seele liegende Göttlichkeit zuspricht, besteht aus seiner Sicht auch hinsichtlich der göttlichen Natur kein prinzipieller Unterschied zwischen Christus und anderen. Christus ist zwar ein unerreichtes Vorbild, nicht aber von Natur aus von anderen Menschen prinzipiell verschieden. Grundsätzlich ist jeder befähigt, das zu verwirklichen und zu vollbringen, was Christus verwirklicht und vollbracht hat. Eine naturgegebene Einzigartigkeit Christi findet in Eckharts Denken keinen Platz. Vielmehr stellt er fest: (…) und es gebiert der Vater seinen Sohn in der Seele in derselben Weise, wie er ihn in der Ewigkeit gebiert und nicht anders. (…) Der Vater gebiert seinen Sohn ohne Unterlass, und ich sage mehr noch: Er gebiert mich als seinen Sohn und als denselben Sohn. Ich sage noch mehr: Er gebiert mich nicht allein als seinen Sohn; er gebiert mich als sich und sich als mich und mich als sein Sein und als seine Natur. Dies hält Eckhart für notwendig: Darum, was immer er (der Vater) ihm (Jesus Christus) gab, damit zielte er auf mich und gab mir’s recht so wie ihm; ich nehme da nichts aus, weder Einigung noch Heiligkeit der Gottheit noch irgend etwas (…), denn Gott kann nicht nur weniges geben; entweder muss er alles oder gar nichts geben.
Vorbereitung der Gottesgeburt
Voraussetzung für die Gottesgeburt ist, dass sich die Seele von dem reinigt, was nicht zu ihr gehört, und dadurch ihre wahre Natur hervortreten lässt. Gott kann nur in der Seele geboren werden, wenn der Mensch ihm dafür Raum schafft und das entfernt, was im Wege steht. Das sind nicht nur Sünden und Laster im herkömmlichen Sinn, sondern schlechthin alles Ungöttliche und daher Vergängliche. Dazu gehören insbesondere die „Bilder“ der Sinnesobjekte, die man aufgenommen hat, denn sie binden und behindern den Menschen. In dem Maße, wie der Mensch die Hindernisse beiseiteschafft, wird er für Gott empfänglich. Was dabei in der Praxis zu beachten ist, erläutert Eckhart ausführlich.
Für die Ermöglichung der Gottesgeburt ist nicht eine diskursiv gewonnene Einsicht in den Wahrheitsgehalt philosophisch-theologischer Lehrsätze ausschlaggebend, sondern die Lebenspraxis. Daher besteht ein Unterschied zwischen dem „Lesemeister“, der in seinen Schriften argumentiert, beweist und widerlegt, und dem „Lebemeister“, der das von der Theorie Geforderte in seinem eigenen Leben umsetzt. Ein Eckhart zugeschriebener Ausspruch lautet, ein Lebemeister sei nötiger als tausend Lesemeister. In diesem Sinne bemerkt er: Der Mensch soll sich nicht genügen lassen an einem gedachten Gott; denn wenn der Gedanke vergeht, so vergeht auch der Gott. Man soll vielmehr einen wesenhaften Gott haben, der weit erhaben ist über die Gedanken des Menschen und aller Kreatur.
Gott kann auf viele verschiedene Weisen ergriffen werden. Niemand kann alle Weisen verwirklichen, sondern man soll eine von ihnen haben – diejenige, die Gott einem zugewiesen hat – und konsequent bei ihr bleiben. Einem anderen, der auf eine andere Weise lebt, die eigene Weise aufzudrängen ist verkehrt, vielmehr soll jeder in seiner Weise das Gute aller Weisen finden. Christus hatte zwar die höchste Weise, aber das bedeutet nicht, dass jeder versuchen soll, die Weise Christi zu übernehmen.
Abgeschiedenheit und Gelassenheit
Die Hinwendung zu Gott ist mit einem auf die Welt gerichteten Wollen und Begehren unvereinbar. Daher ist die erste Aufgabe des Menschen, der eine Einigung mit Gott erstrebt, sich von allen solchen Bestrebungen zu reinigen. Das ist die Voraussetzung dafür, dass er vergöttlicht wird. Das Ergebnis der Abtrennung von der Welt nennt Eckhart „Abgeschiedenheit“. Der Seelengrund ist von Natur aus immer abgeschieden. Es kommt aber darauf an, auch die übrigen Seelenbereiche restlos von „allen Dingen“ zu trennen, sodass der Mensch leer wird wie ein aufnahmebereites Gefäß. Dann kann Gott die gesamte Seele ausfüllen. Der Mensch soll Gott in allen Dingen ergreifen und soll sein Gemüt daran gewöhnen, Gott allzeit gegenwärtig zu haben. Dadurch wird er vergöttlicht: Ganz so werde ich in ihn verwandelt, dass er mich als sein Sein wirkt, und zwar als eines, nicht als gleiches; beim lebendigen Gotte ist es wahr, dass es da keinerlei Unterschied gibt. Dies bekräftigt Eckhart mit den Worten: Manche einfältigen Leute wähnen, sie sollten Gott so sehen, als stünde er dort und sie hier. Dem ist nicht so. Gott und ich, wir sind eins. Die Abgeschiedenheit ist für Eckhart die höchste Tugend und steht sogar über der Demut und der Liebe. Sie ist die Grundlage der Vereinigung mit Gott; die Liebe hingegen kann den Liebenden niemals in Gott versetzen, denn sie kann nur zwischen schon Vereinigtem bestehen, sie vereint im Wirken, nicht aber im Sein. Gottes Liebe ist immer Selbstliebe; sie richtet sich auf alle Dinge, aber in den Dingen liebt er nur sich selbst.
Zu den „Dingen“, von denen der Mensch sich befreien soll, gehört in erster Linie er selbst: Richte dein Augenmerk auf dich selbst, und wo du dich findest, da lass von dir ab; das ist das Allerbeste. Er soll seine persönliche Hauptschwäche herausfinden und seinen Fleiß darauf richten, sie zu überwinden. Befreiung von sich selbst bedeutet aber mehr als das: Wer sich für Gott empfänglich machen will, hat alle Hoffnungen, Wünsche und Ziele, die sein eigenes Wohlergehen im Diesseits oder Jenseits bezwecken, aufzugeben. Er vergisst sich selbst und alle Dinge. Damit verzichtet er auf seinen Eigenwillen. Alle Erwartungen und alle damit verknüpften Empfindungen verschwinden gänzlich. Dadurch werden Gemütsbewegungen wie Hoffnung, Furcht und Jammer verunmöglicht. Alles Leid endet, denn es ist ausnahmslos eine Folge der Hinwendung zu den geschaffenen Dingen. In der Seele tritt an die Stelle des Weggeräumten die Leere und geistige Armut. So erlangt man die „Gelassenheit“. Dieser anscheinend von Eckhart neu gebildete Begriff bezeichnet die Haltung dessen, der nicht nur die Dinge gelassen hat, sondern gelassen ist. Beim Lassen geht es zuerst um ein innerliches Sein, erst danach um ein äußerliches Handeln. Man kann nicht durch ein Lassen im Handeln zu einem gelassenen Sein gelangen. Asketische Praktiken wie Kasteiungen und Bußübungen sind nicht erforderlich, wichtig ist nur die konsequente Ausrichtung nach innen. Nach Armut und Erniedrigung zu streben ist sinnlos und Ausdruck des Eigenwillens. Die Gelassenheit ergibt sich aus dem Zugekehrtsein zu Gott im Sein. Sie ist allerdings nur annäherungsweise erreichbar. Eckhart meint, das Lassen sei noch nie einem Menschen ganz gelungen. Er vergleicht das Einüben der Gelassenheit mit dem Erlernen des Schreibens, bei dem der Lernende fleißig sein muss, „wie sauer und schwer es ihm auch werde“.
Aufzugeben ist der Eigenwille nicht nur insoweit er auf das eigene Wohlergehen zielt, sondern auch in einer anderen seiner Erscheinungsformen, in welcher er scheinbar verschwunden ist, indem das Individuum seinen Willen mit dem Willen Gottes identifiziert hat. Zu wollen, was Gott will, ist aber immer noch ein Eigenwille und bildet als solcher ein Hindernis zwischen dem Menschen und Gott. Der Abgeschiedene will nicht das, was Gott will, sondern er will gar nichts, damit Gott in ihm wollen kann. Auch das Streben nach der Ewigkeit und nach Gott, das den ursprünglichen Antrieb zum Beschreiten des Erkenntniswegs bildete, ist als Eigenwille abzustreifen. Wer die Ewigkeit und Gott begehrt, ist noch nicht richtig arm (aller Wünsche entblößt). Ein wahrhaft armer Mensch ist nur der, der nichts will und nicht begehrt. Er lässt nicht nur sich selbst los, sondern auch Gott. Seine Armut besteht darin, dass er nichts „hat“; er verfügt weder über einen Willen noch über Wissen noch über Besitz. Gott soll nicht im Menschen eine Stätte zum Wirken finden, sondern erforderlich ist, dass der Mensch „so ledig Gottes und aller seiner Werke steht“, dass Gott, wenn er in der Seele wirken will, jeweils selbst die Stätte ist, in der er wirken will.
Die Lebensweise, für die Eckhart eintritt, ist ein Leben „ohne Warum“ (mittelhochdeutsch sunder warumbe). Diese Formulierung war schon im frühen 13. Jahrhundert von Beatrijs von Nazareth und später von Marguerite Porete verwendet worden. Gott hat kein „Warum“ außer und neben sich, und auch seine Liebe ist grundlos. Ebenso sind auch göttliche Werke des Menschen dadurch gekennzeichnet, dass sie ohne Grund vollbracht werden. Was einen Grund hat, besteht um des Grundes willen und ist ihm somit untergeordnet. Das Grundlose ist sein eigener Grund und Zweck und damit höherrangig als das, was einer Begründung durch etwas anderes bedarf.

### Das Verhältnis der Menschen untereinander
Abwendung und Zuwendung
Eckhart fordert Abwendung von allem, was in der Welt ist, und ausschließliche Konzentration auf den eigenen Seelengrund, wo Gott zu finden ist. Die damit erreichte Abgeschiedenheit äußert sich aber nicht als Gleichgültigkeit gegenüber der Welt. Der Mensch hat sich zwar auf der Suche nach Gott konsequent von der Welt abgewendet, aber Gott, den er in seinem Seelengrund gefunden hat und dem er die Herrschaft über sich restlos überlassen hat, ist den Menschen zugewandt. Das äußert sich darin, dass der Abgeschiedene und Gelassene kein zurückgezogenes Leben führt, sondern ein aktives und soziales. Er vollbringt Werke, die seinen Mitmenschen zugutekommen. Im Unterschied zu denen, welche die Gottesgeburt nicht erlebt haben, verfolgt er damit nicht weltliche Ziele, sondern göttliche. Nur wenn dies der Fall ist, haben seine Werke einen Wert, und dann ist er ein „Gerechter“. Anderenfalls können sich gute Werke sogar als Hindernis erweisen, denn sie bieten dem, der sie verrichtet, „Halt, Stütze und Verlass“. Damit trennen sie die „guten Menschen“ von Gott, der „will, dass er allein ihr Halt und Verlass sei“.
Gerechtigkeit
Eckharts Gerechtigkeitsbegriff hat mit modernen Gerechtigkeitsvorstellungen nichts zu tun. Unter Gerechtigkeit versteht Eckhart nicht eine bestimmte Art der Verteilung irdischer Güter, sondern die Haltung desjenigen, der nicht aus eigenem Antrieb, sondern aus göttlichem Impuls handelt und daher stets das Richtige – der jeweiligen Situation Angemessene – tut. Zwar hat sich der Gerechte um Gottes willen von allen Dingen getrennt, aber eben dadurch geschieht es, dass alle Dinge ihm lauter Gott werden. (…) und alle Werke dieses Menschen wirkt allein Gott. Das Geringste, das man als in Gott erkennt, ja, erkennte man selbst nur eine Blume so, wie sie ein Sein in Gott hat, das wäre edler als die ganze Welt. Der im Sinne Eckharts Gerechte bewahrt gegenüber allen äußeren Verhältnissen und Ereignissen Gleichmut, sein Gemütszustand kann von äußeren Entwicklungen nicht berührt werden: Wenn die Menschen ein Ding erfreuen kann und ein anderes sie betrüben, so sind sie nicht gerecht; vielmehr, wenn sie zu einer Zeit froh sind, so sind sie zu allen Zeiten froh. Gott selbst ist gerecht, weil sein Wirken stets auf das Beste abzielt. Nur deswegen – nicht weil er Gott ist – richten sich die gerechten Menschen nach ihm: Den gerechten Menschen ist es so ernst mit der Gerechtigkeit, dass sie, wenn Gott nicht gerecht wäre, nicht die Bohne auf Gott achten würden.
Sein und Tun
Eckhart betont, dass die Heiligkeit niemals auf ein Tun gegründet ist, sondern ausschließlich auf ein Sein. Die Werke heiligen den, der sie vollbringt, ganz und gar nicht, sondern soweit jemand heilig ist, heiligt er alle seine Werke, „sei es Essen, Schlafen, Wachen oder was immer“. Für den spirituellen Status einer Person sind ihre Werke bedeutungslos; wesentlich ist nur, ob ihr Sein von Abgeschiedenheit geprägt ist. Die Werke sind aber untrennbar mit der Spiritualität verbunden. Daher sind sie keineswegs nebensächlich oder gar entbehrlich, sondern eine notwendige Folge des rechten Seins; der Gerechte kann nicht anders als gerecht handeln.
Eckharts Hochschätzung der von einem göttlichen Impuls geleiteten sozialen Aktivität führt ihn sogar zu einer unkonventionellen Auslegung der biblischen Erzählung von den Schwestern Maria und Martha, die dem herkömmlichen Verständnis völlig widerspricht. Er folgt nicht der traditionellen Interpretation der Darstellung im Lukasevangelium (Lk 10,38–42 ), wonach Christus dort den Vorrang der rein kontemplativen Haltung Marias gegenüber der aktiven Marthas feststellt. Vielmehr steht nach Eckharts Deutung die äußerlich aktive Martha höher als die nur Christus zuhörende Maria. Martha war zwar mitten in den Sorgen der Welt tätig, aber unbekümmert, auf besonnene Weise und ohne dabei Gott aus dem Auge zu verlieren. So verband sie in ihrer Haltung die Vorzüge von Kontemplation und Aktion. Maria hingegen beschränkte sich auf die Kontemplation, da sie das rechte Handeln noch nicht gelernt hatte. Martha war die ältere der beiden Schwestern und hatte daher mehr Erkenntnis gewinnen können als die noch unerfahrene, auf kontemplativen Genuss ausgerichtete Maria. Das Lob, das Christus Maria spendete, bezieht sich nach Eckharts Auslegung auf eine Einsicht, die Maria damals noch nicht hatte, sondern die ihr noch bevorstand. Eckharts Ablehnung einer weltflüchtigen Haltung ergibt sich aus seiner Überzeugung, dass nicht die Dinge an sich Hindernisse sind, sondern nur ein verkehrtes Verhältnis des Menschen zu ihnen.
Den Vorrang der sozialen Aktion vor der passiven Kontemplation betont Eckhart noch drastischer in einem Traktat, wo er schreibt, dass jemand, der im Zustand der Verzückung ist wie der Apostel Paulus, wenn er von einem kranken Menschen weiß, der eines Süppleins von ihm bedarf, von der Verzückung ablassen soll, um dem Bedürftigen zu dienen. Dabei versäumt man keine Gnade, sondern gibt im Gegenteil Gott den Vorrang. Mit einer weltlichen Liebe hat dies nichts zu tun. Die Liebe unter den Menschen, soweit sie aus einem menschlichen Impuls kommt, hält Eckhart für spirituell wertlos: Alle Liebe dieser Welt ist gebaut auf Eigenliebe. Hättest du die gelassen, so hättest du die ganze Welt gelassen.

## Rezeption

### Spätmittelalter
Am 30. April 1328 teilte Papst Johannes XXII. dem Erzbischof von Köln mit, dass Eckhart verstorben sei, der Prozess gegen ihn jedoch fortgesetzt und zügig beendet werde. Am 27. März 1329 ließ der Papst die Bulle In agro dominico veröffentlichen. Darin stellt er fest, die häresieverdächtigen 28 Sätze seien von vielen Theologen, vom Kardinalskollegium und von ihm selbst überprüft worden. Dabei habe sich herausgestellt, dass siebzehn Sätze irrig oder häretisch seien; bei zweien von ihnen sei Eckharts Urheberschaft allerdings unklar. Mit der Formulierung, die Sätze enthielten Irrtum „oder“ Häresie, lässt der Papst die Möglichkeit offen, dass Eckhart in gutem Glauben irrte und somit kein Häretiker war. Die restlichen elf Sätze seien auf üble Weise und sehr verwegen formuliert und daher verdächtig, aber mit vielen Erläuterungen und Ergänzungen in rechtgläubigem Sinn interpretierbar. Im Übrigen habe Eckhart hinsichtlich aller seiner Schriften und Äußerungen pauschal jede Entscheidung des Papstes von vornherein akzeptiert. Daher sprach der Papst dem Angeklagten nicht die Rechtgläubigkeit ab, sondern verurteilte nur die Sätze. Allerdings stellte er in der Präambel (narratio) der Bulle ausdrücklich fest, Eckhart sei vom Teufel verführt worden.
Am 15. April 1329 befahl Johannes XXII. dem Kölner Erzbischof, die Bulle In agro dominico in seiner Kirchenprovinz zu veröffentlichen. Auch in anderen Kirchenprovinzen Nordwesteuropas wurde die päpstliche Verurteilung von Eckharts Lehren bekannt gemacht. Die Bulle verurteilt nicht nur die Lehrsätze Eckharts, die im Inquisitionsverfahren als irrig oder häretisch bzw. als häresieverdächtig eingestuft worden waren, sondern auch jedes seiner Werke, das auch nur einen der Lehrsätze enthält. Sie verbietet jede Verteidigung oder Verbreitung der verurteilten Lehren und droht bei Zuwiderhandlung ein Häresieverfahren an. Der Papst hebt hervor, seine Sorge gelte besonders der Gefahr einer Irreführung der einfachen Gläubigen.
Das Ergebnis des Verfahrens erregte großes Aufsehen. Dennoch wurden im Spätmittelalter die deutschen Werke weiterhin im deutschen und niederländischen Sprachraum verbreitet, insbesondere unter Dominikanern, Franziskanern und Augustinern. Die lateinischen Schriften zum Teil in die Volkssprache übersetzt, allerdings gewöhnlich ohne Nennung des Verfassernamens oder mit Zuschreibung an einen anderen Autor.
Ein Schüler Eckharts, Heinrich Seuse (1297–1366) verteidigte – wenn auch ohne Namensnennung und auf indirekte Weise – nach dem Tod seines Lehrers dessen Theologie im Büchlein der Wahrheit. Daher wurde Seuse vor Gericht gestellt, kam aber glimpflich davon. Stark von Eckharts Ideen beeinflusst war Johannes Tauler (1300–1361). Auch andere Autoren des 14. Jahrhunderts wie Nikolaus von Landau, Johannes von Dambach (1288–1372) und der Franziskaner Marquard von Lindau (1320/30–1392) zitierten ihn, gewöhnlich ohne ihn als Quelle zu nennen, und in zahlreichen anonym überlieferten Schriften des Spätmittelalters lässt sich sein Einfluss feststellen. Der Inquisitor Jordan von Quedlinburg (1300–1370/80) bekämpfte die vom Papst verurteilten Lehren heftig, zitierte aber auch in seinen Schriften zustimmend und ohne Namensnennung Passagen aus Eckharts Kommentar zum Johannesevangelium.
Neben der Rezeption in der Gelehrtenwelt lebte Eckharts Andenken auch im Volk weiter. Erzählungen und Anekdoten aus seinem Leben – teils in Gesprächsform – wurden im Laienpublikum verbreitet („Eckhartlegenden“). Für seine Bewunderer wurde er zum „weisen Meister“, zum Muster eines geistlichen Lehrers und leuchtenden Vorbild. Sein Wirken wurde nach Art der Heiligenlegenden dargestellt und verherrlicht.
Einerseits wirkte der Häresievorwurf abschreckend, andererseits trug Eckharts Konflikt mit der kirchlichen Hierarchie dazu bei, dass sich kirchenkritisch gesinnte Laienkreise auf ihn beriefen. Die Bestrebungen dieser rebellischen Strömung werden in der modernen Forschung unter der Bezeichnung „antihierarchische Tendenzen“ zusammengefasst. Aus der Perspektive der antihierarchisch Gesinnten erscheint Eckhart als Freund und Förderer der einfachen Leute, der theologisch ungebildeten Laien, die sich gegen Bevormundung durch die Theologen zur Wehr setzen und dem Klerus Reichtum und Verweltlichung vorwerfen. Das bedeutendste und umfangreichste Schriftstück aus diesem Milieu ist der mittelniederländische Dialog „Eckhart und der Laie“ (De dialoog van Meester Eggaert en de onbekende leek). Er entstand wohl 1340/41 im Umkreis des Benediktinerinnenklosters Rijnsburg. In einem fiktiven Zwiegespräch antwortet Eckhart auf Fragen eines sehr selbstsicher auftretenden Laien, der für sich ein theologisches Mitspracherecht in Anspruch nimmt und seinerseits Fragen Eckharts beantwortet. Der Laie tadelt die Ketzerverfolgungen durch die Inquisition heftig. Er spielt die Laienfrömmigkeit gegen den Überlegenheitsanspruch des Klerus aus und fühlt sich dabei im Einverständnis mit Eckhart.
Ganz anders fiel das Urteil der im Armutsstreit von Papst Johannes XXII. exkommunizierten Franziskanertheologen des 14. Jahrhunderts über Eckhart aus. Michael von Cesena und Wilhelm von Ockham betrachteten Eckhart als Verbreiter abscheulicher Irrtümer. Die franziskanischen Kritiker beklagten sich darüber, dass Eckarts Lehren so zahlreiche Anhänger gefunden hatten. Ockham hielt Eckharts Ansichten für eher phantastisch und verrückt als häretisch. Er warf Papst Johannes XXII., den er wegen seiner Haltung zur Streitfrage der Armut Jesu und der Apostel selbst der Häresie beschuldigte, vor, er habe Eckharts unsinnige Lehren begünstigt, und behauptete, die Irrtümer des Dominikaners seien nie verurteilt worden. Offenbar kannte er die Verurteilungsbulle nicht.
In den Niederlanden erhob sich im 14. Jahrhundert gegen die dort populären Lehren Eckharts ein heftiger Widerstand, der von maßgeblichen Persönlichkeiten der Frömmigkeitsbewegung getragen wurde. Jan van Ruysbroek griff ihn scharf, doch ohne Namensnennung, als „falschen Propheten“ an. In den fünfziger Jahren des 14. Jahrhunderts polemisierte Jan van Leeuwen in mehreren Traktaten leidenschaftlich gegen den „Antichrist“ und „teuflischen Menschen“ Eckhart, dem er ein pantheistisches Weltbild unterstellte. Geert Groote, der Inspirator der Devotio moderna, schloss jeden, der Eckharts verurteilte Ansichten vertrat oder einschlägige Schriften besaß, aus seiner Kongregation aus. Auch Gerard Zerbolt van Zutphen warnte vor Eckhart.

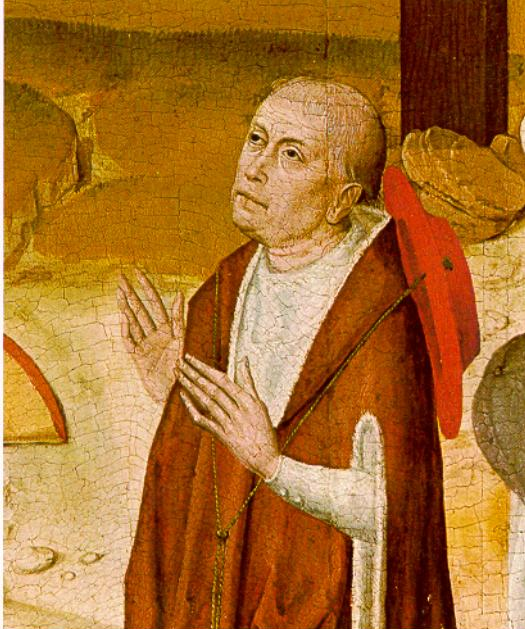
Nikolaus von Kues. Zeitgenössisches Stifterbild vom Hochaltar der Kapelle des St.-Nikolaus-Hospitals, Bernkastel-Kues

Im 15. Jahrhundert fand Eckhart starkes Interesse und hohes Lob bei Nikolaus von Kues. Nikolaus ließ sich 1444 eine umfangreiche Abschrift des ihm zugänglichen Teils der lateinischen Werke des Dominikaners erstellen, die er mit kommentierenden Randnotizen versah. Er schrieb in seiner Apologia doctae ignorantiae (1449), man finde in Eckharts Schriften „viel Scharfsinniges und Nützliches“, doch seien solche Erkenntnisse nur klugen Lesern (intelligentes) hilfreich; für einfache Gemüter seien diese Lehren unverständlich, daher solle man sie dem Volk (vulgus) nicht zugänglich machen. Nikolaus antwortete damit seinem Widersacher Johannes Wenck, einem Heidelberger Theologieprofessor. Wenck hatte ihm in der Streitschrift Ignota litteratura Nähe zu Eckhart und pantheistisches Gedankengut vorgeworfen und sich dabei auf die päpstliche Verurteilungsbulle von 1329 berufen.
Im Benediktinerkloster Melk wurden im 15. Jahrhundert deutsche Predigten und Sprüche Eckharts abgeschrieben, wobei der Name des Autors sogar angegeben wurde. In einer bearbeiteten, entschärften Fassung sollten sie zur Belehrung der Laienbrüder dienen. Auch in anderen österreichischen Klöstern waren im Spätmittelalter Texte Eckharts bekannt.

### Frühe Neuzeit
Vier von Eckharts Predigten, die damals fälschlich Johannes Tauler zugeschrieben wurden, fanden Aufnahme in die ersten Taulerdrucke (Leipzig 1498 und Augsburg 1508). In Adam Petris 1521 erschienenem Basler Taulerdruck stehen auch Predigten, die der Herausgeber Autoren zuschreibt, die Tauler beeinflussten. Unter diesen „Lehrern“ hebt Petri Eckhart hervor, der ein „vortrefflich hochgelehrter Mann“ gewesen sei, aber von vielen seiner gelehrten Zeitgenossen nicht verstanden worden sei. Petris Druck enthält zahlreiche Predigten Eckharts. Auch im 1543 erschienenen, von Petrus Canisius bearbeiteten Kölner Taulerdruck und in dessen lateinischer Übersetzung durch Laurentius Surius (1548) finden sich Texte Eckharts. Surius wagte es, Eckhart als Verfasser zu nennen. Seine Ausgabe wurde im 16. und 17. Jahrhundert mehrmals neu aufgelegt und in eine Reihe von weiteren Sprachen übersetzt. Dadurch wurden einige Predigten Eckharts auch außerhalb des deutschen Sprachraums bekannt.
Den Taulerdruck von 1508 hat Martin Luther studiert. Seine Randbemerkungen sind erhalten; einige davon beziehen sich auf eine in dem Druck enthaltene, Tauler zugeschriebene Predigt Eckharts. Es gibt aber keinen Anhaltspunkt dafür, dass Luther oder sein Umkreis bewusst von Eckhart Notiz nahm. Ein evangelischer Schriftsteller, der Gedankengut Eckharts nicht nur indirekt über Tauler, sondern auch direkt aus Eckharts Predigten im Basler Taulerdruck aufnahm, war Valentin Weigel († 1588). Er griff unter anderem das Konzept der geistlichen Armut auf und berief sich ausdrücklich auf Eckhart. Der evangelische Liederdichter Daniel Sudermann verarbeitete Gedanken Eckharts, den er bewunderte, in einigen seiner Liedertexte. Er sammelte und kopierte eifrig Handschriften mittelalterlicher religiöser Werke, darunter auch Abschriften von Texten Eckharts. Der Pietist Gottfried Arnold († 1714) war ein profilierter Vertreter einer evangelischen Eckhart-Rezeption, die den Dominikaner zu einem Vorläufer der Reformation erklärte.
Im Zeitalter der Aufklärung fand Eckhart in der gebildeten Öffentlichkeit wenig Beachtung. In weiten Kreisen der an mittelalterlicher Spiritualität Interessierten hielt man sich an die 1719–1721 in Paris veröffentlichte Standarddarstellung der Literaturgeschichte des Dominikanerordens von Jacques Quétif und Jacques Echard, Scriptores Ordinis Praedicatorum. Dort war eine von Quétif stammende relativ unvoreingenommene Präsentation und Interpretation des damals bekannten Materials zu finden, was viel zur Rehabilitierung Eckharts bei Katholiken, die für sein Gedankengut empfänglich waren, beitrug. Andererseits wurde im kirchlichen Milieu aber auch mit Berufung auf die Verurteilungsbulle das Bild vom Erzketzer und Gotteslästerer Eckhart gepflegt. Ein Wortführer dieser Richtung war im 17. Jahrhundert der italienische Kirchengeschichtsschreiber Odoricus Raynaldus (Odorico Rinaldi), auf den sich spätere Eckhart-Gegner stützten.

### Moderne
Historisch-philologische Erforschung und Erschließung

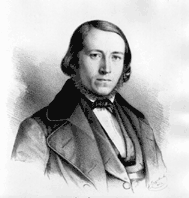
Franz Pfeiffer

Im frühen 19. Jahrhundert kam es zu einer Wiederentdeckung Eckharts, zu welcher der Philosoph Franz von Baader maßgeblich beitrug. Vorarbeiten, die Baader begonnen bzw. angeregt hatte, verwertete der Germanist Franz Pfeiffer, der 1857 die erste moderne Ausgabe mittelhochdeutscher Predigten und Traktate Eckharts herausgab. Damit leitete Pfeiffer die wissenschaftliche Erforschung von Eckharts Schriften ein. Der Dominikanerpater Heinrich Denifle entdeckte zuvor unbekannte lateinische Werke, aus denen er 1886 Auszüge veröffentlichte. Damit brachte er erstmals Eckhart als „Scholastiker“ zur Geltung. Denifle kritisierte, dass die ältere Forschung sich weitgehend darauf beschränkt habe, auf der Basis der deutschen Werke Eckhart als „Mystiker“ zu behandeln, obwohl die Existenz der lateinischen Werke, in denen er sich als scholastischer Denker zeigt, beispielsweise über Nikolaus von Kues bekannt war.
Der Philosophiehistoriker Raymond Klibansky plante mit einer Gruppe von Kollegen eine kritische Ausgabe der lateinischen Werke. Er konnte aber nur drei Faszikel herausbringen, die im Zeitraum 1934–1936 erschienen. Erfolgreich war hingegen ein umfassenderes Projekt, das eine große endgültige Standardedition sämtlicher Werke zum Ziel hatte. Dieses Vorhaben nahm im Herbst 1934 die Deutsche Forschungsgemeinschaft in Angriff. Sie gründete eine Eckhart-Kommission. Mit der Herausgabe der deutschen Werke wurde Josef Quint beauftragt, die Edition der lateinischen Werke übernahm Josef Koch. Bezüglich einzelner Predigten waren schwierige Echtheitsfragen zu klären. Heute ist das Editionsprojekt fast abgeschlossen.
Philosophische und theologische Rezeption im 19. Jahrhundert
Der deutsche Philosoph Georg Wilhelm Friedrich Hegel schätzte den spätmittelalterlichen Denker und betrachtete ihn als Geistesverwandten. Schopenhauer beschäftigte sich in seinen letzten Lebensjahren mit Eckhart. Er meinte, Eckhart habe „wundervoll tiefe und richtige Erkenntniß“ besessen, doch habe er sie nur schlecht mitteilen können, denn er sei genötigt gewesen, seine Gedanken „in die Sprache und Mythologie des Christenthums zu übersetzen“.
Der Hegelschüler Karl Rosenkranz prägte das Schlagwort „deutsche Mystik“ als Bezeichnung für eine mittelalterliche philosophische Bewegung, in der er einen Vorläufer einer spezifisch deutschen Philosophie sah. Bei Romantikern und Anhängern des Deutschen Idealismus formte sich ein von Bewunderung bestimmtes Eckhartbild, das in der zweiten Hälfte des 19. Jahrhunderts auch nationale Züge zeigte. Man sah in dem Dominikaner einen typisch deutschen Denker, der sich seiner Muttersprache zu bedienen wagte und sich der lateinischsprachigen Welt der Scholastik und der katholischen Kirchenhierarchie widersetzte. Er wurde zum Begründer einer spezifisch deutschen Philosophie und Theologie gemacht und unter die deutschen Helden der Vergangenheit eingereiht. Verbreitet war außerdem die von dem Hegelianer Adolf Lasson propagierte Vorstellung, Eckhart sei Pantheist gewesen, und die damit verbundene Ansicht, er habe sich gänzlich von der kirchlichen Autorität gelöst.

Heinrich Denifle

Gegen diese verbreiteten Vorstellungen wandte sich Heinrich Denifle, der Eckhart nicht nur unter die Scholastiker einreihte, sondern zugleich auch ein vernichtendes Urteil über seine Leistung im Rahmen der scholastischen Wissenschaft fällte. Er charakterisierte ihn als schlechten Scholastiker und verworren denkenden Theologen, der sich unpräzise ausdrücke, und bestritt seine Originalität. Denifle kritisierte Eckhart aus thomistischer Sicht, wobei er ihm „krankhaftes Denken“ vorwarf und zum Ergebnis kam, die kirchliche Verurteilung sei völlig zu Recht erfolgt.
Weltanschauliche Kontroversen des 20. Jahrhunderts
Ab der Jahrhundertwende kam es in der Wissenschaft – zunächst von germanistischer Seite – zu einer Korrektur des von Denifle geprägten negativen Bildes, das einseitig auf Eckharts Rolle als lateinisch schreibender Scholastiker basiert. Außerhalb der Gelehrtenwelt dominierte ohnehin nach wie vor die traditionelle positive Einschätzung Eckharts. Aus theologischer Sicht hatte Denifle ausdrücklich an die kirchliche Tradition der Verurteilung von Eckharts Lehre als Häresie angeknüpft. In kirchenfernen Kreisen spielte dieser Aspekt jedoch keine Rolle, oder Eckharts Konflikt mit dem Lehramt wurde sogar positiv gewertet. Kirchenkritiker und Antidogmatiker sahen gerade in der Emanzipation von dogmatisch-kirchlicher Befangenheit, die ihm gelungen sei, eine besonders lobenswerte Leistung.
Zur Ausformung und Verfestigung des antikirchlichen bzw. antikatholischen Eckhartbilds trug maßgeblich die 1903–1909 bei Eugen Diederichs erschienene zweibändige Übertragung der mittelhochdeutschen Werke in modernes Deutsch von Herman Büttner bei. Sie erzielte eine außerordentliche Breitenwirkung; noch 1959 erschien eine Neuauflage. Büttner, der sehr frei übersetzte und dabei seine eigenen Interpretationen einfließen ließ, machte Eckharts Lehre erstmals einer breiten religiös interessierten Öffentlichkeit zugänglich und popularisierte sie in der Gestalt, die er ihr gab. Er zeichnete seinen Helden als Kämpfer gegen das Kirchentum und für eine unmittelbare Beziehung des Gläubigen zu Gott ohne Vermittlung durch Priester.
Gustav Landauer veröffentlichte 1903 eine Auswahlübersetzung von Schriften Eckharts, die 1920 von Martin Buber neu herausgegeben wurde, aber bei weitem nicht die Verbreitung von Büttners Übersetzung erreichte.
Wie bereits im 19. Jahrhundert spielten in der ersten Hälfte des 20. Jahrhunderts bei der Rezeption in der breiten Öffentlichkeit nationalistische Motive eine Rolle. Schon Büttner hielt Eckhard für einen Repräsentanten „germanischen Wesens“. National gesinnte Autoren betonten den Gegensatz zwischen dem deutschen Denker und der römischen Kirche. Dabei beriefen sie sich auf Eckharts deutsche Werke, in denen er das Wesentliche seiner Botschaft verkündet habe, und betrachteten die lateinischen als relativ unwesentlich.
An diese Vorstellungen und Wertungen konnte der Nationalsozialismus anknüpfen. Seine Propagandisten vereinnahmten den mittelalterlichen Mönch als Vertreter einer spezifisch germanischen Weltanschauung. Zu den nationalsozialistischen Philosophen, die sich für Eckhart begeisterten, gehörten Hermann Schwarz und Ernst Bergmann. Die Hauptrolle spielte Alfred Rosenberg, der in Eckhart seinen wichtigsten Vorläufer und den Schöpfer einer neuen Religion sah und ihn zur Schlüsselgestalt der germanischen Kulturgeschichte erhob. Rosenberg nannte als Verdienste des mittelalterlichen Denkers, dass er die Gleichwertigkeit der Seele mit Gott verkündet und dem Willen den Vorrang vor der Vernunft gegeben habe.
Unter katholischen Gelehrten kam es zu Kontroversen zwischen einer Richtung, die Eckhart hinsichtlich des Häresievorwurfs rehabilitieren wollte (Otto Karrer, Alois Dempf, Herma Piesch), und der vor allem von dem einflussreichen Scholastikforscher Martin Grabmann vertretenen Richtung, die an Denifles Einschätzung festhielt.
Marxistische Autoren pflegten Eckharts Tätigkeit als objektiv fortschrittlich einzustufen. Sie fanden in seiner Lehre einen pantheistischen Zug, den sie als Vorstufe des Atheismus und Materialismus betrachteten. Er habe das Subjekt mit der Gottheit gleichgesetzt und damit den Anspruch der Kirche, als unentbehrliche Mittlerin zwischen Gott und den Gläubigen benötigt zu werden, verworfen. Damit sei er gegen einen Kernbestandteil der damals herrschenden Ideologie des Feudalismus aufgetreten. Hermann Ley, der sich eingehend mit Eckhart befasste, hielt ihn für einen Theoretiker bäuerlich-plebejischer Gruppierungen, von dem ein antifeudaler, sozialrevolutionärer Impuls ausgegangen sei. Ernst Bloch sah in Eckhart einen Fortsetzer der neuplatonischen Tradition, dessen historische Leistung im „Überspringen der Sakramentskirche und dann jeder Obrigkeit“ bestanden habe.
Jüngere philosophiehistorische Forschung

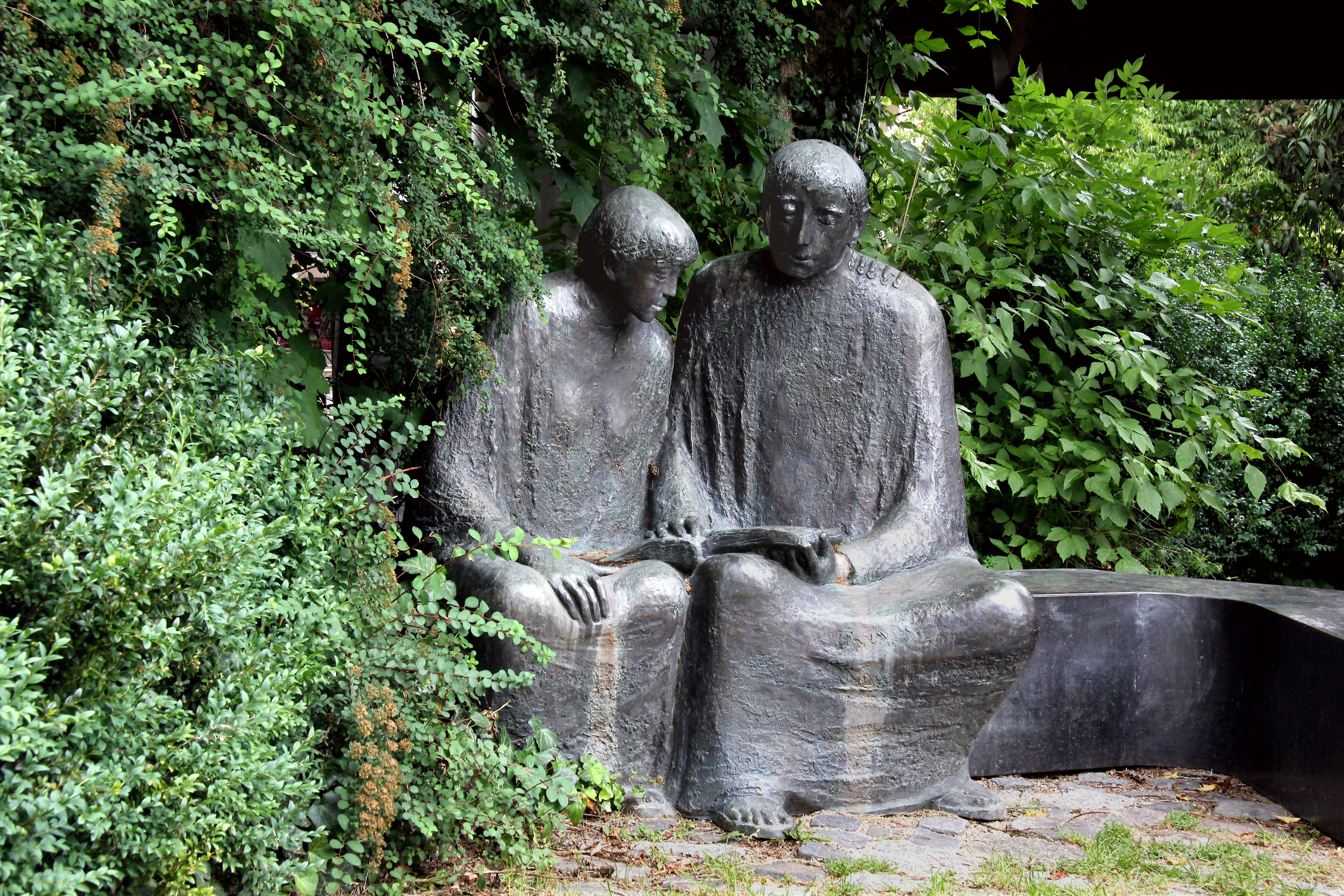
Skulptur von Meister Eckhart in Bad Wörishofen

Seit dem Ende der 1960er Jahre hat sich das Interesse an Eckhart intensiviert. Einen Schwerpunkt bildet die Untersuchung seines Verhältnisses zum philosophischen und theologischen Schrifttum, von dem er Anregungen erhielt. Dabei werden u. a. die Unterschiede zwischen seiner Lehre und dem Thomismus deutlicher herausgearbeitet. Der Einfluss Dietrichs von Freiberg auf Eckharts Denken findet vermehrt Beachtung.
Die jüngere philosophiehistorische Forschung bemüht sich verstärkt um die Einbettung von Eckharts Denken in seinen historischen Kontext. Dabei wird kontrovers diskutiert, ob es sinnvoll ist, Eckhart als Mystiker anzusehen, obwohl er sich selbst nicht so bezeichnete, und seine Werke in eine Gattung „mystisches Schrifttum“ einzuordnen. Die Philosophiehistoriker Kurt Flasch und Burkhard Mojsisch („Bochumer Schule“) bestreiten dies. Ihre Hinweise auf die terminologische Problematik haben breite Zustimmung gefunden; so begrüßt Reinhard Margreiter den Einspruch der Bochumer gegen einen „gewissermaßen verschlampten, d. h. zu wenig hinterfragten und oft unbesehen repetierten Mystikbegriff“. Dennoch wollen viele Forscher – auch Margreiter – nicht auf die Bezeichnung „Mystik“ für bestimmte Aspekte von Eckharts Lehre verzichten. Sie verwenden sie weiterhin, aber vorsichtig und nur in einem jeweils durch bestimmte Kriterien definierten, eingeschränkten Sinn. Margreiter fordert eine Präzisierung des Begriffs, der „einer nahezu babylonischen Sprachverwirrung ausgesetzt“ sei; aus der Verschiedenheit der Ansätze resultiere eine breite Palette von miteinander oft unverträglichen Bedeutungen. Alois M. Haas plädiert für das Festhalten am Begriff Mystik, der unentbehrlich sei. Allerdings sei zuzugeben, dass dieses Etikett gerade in der Eckhartforschung „in zum Teil groteskem Sinn“ falsch eingesetzt worden sei. Eckhart sei „einer der konsequentesten Gegner üppiger Visionsmystik“ gewesen. Den Hintergrund der terminologischen Debatte bildet die Frage nach dem Verhältnis zwischen philosophischer Argumentation und der Berufung auf eine nur aus individueller Erfahrung ableitbare und damit exklusive Erkenntnis. Dabei geht es nicht darum, ob Eckhart eine „mystische“ Erfahrung und Erkenntnis für sich in Anspruch nahm, sondern darum, ob bzw. inwieweit ein solcher Anspruch in seinen Werken eine erkennbare Rolle spielt.
Der wissenschaftlichen Erforschung und Darstellung von Leben und Werk Eckharts widmet sich die 2004 gegründete interdisziplinäre „Meister-Eckhart-Gesellschaft“. Sie veranstaltet Tagungen und gibt das „Meister-Eckhart-Jahrbuch“ heraus.
Perspektiven der Psychologie und Religionswissenschaft

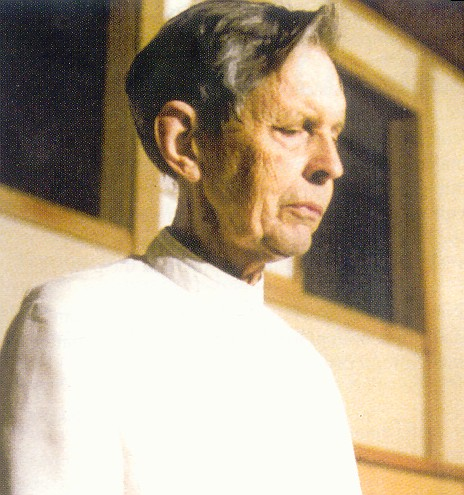
Hugo Enomiya-Lassalle (1898–1990)

Neben die philosophische und theologische Auseinandersetzung mit Eckharts Denken treten ab dem ausgehenden 19. Jahrhundert religionswissenschaftliche, im 20. Jahrhundert auch psychologische Ansätze. Hinzu kommt eine Vielfalt von außerwissenschaftlichen Bestrebungen, seine Lehre für eine gelebte Spiritualität fruchtbar zu machen. Dabei werden oft Vergleiche mit fernöstlichen Traditionen angestellt und insbesondere Übereinstimmungen mit dem Zen-Buddhismus herausgearbeitet. Eine Übereinstimmung mit dem Urbuddhismus hatte schon Schopenhauer angenommen. Zu den Autoren, die sich mit dieser Thematik auseinandergesetzt haben, zählen Rudolf Otto, Heinrich Dumoulin, Karlfried Graf Dürckheim, Hugo M. Enomiya-Lassalle, Daisetz Teitaro Suzuki, Hildegard Elisabeth Keller, Alois M. Haas und Shizuteru Ueda.
Der Begründer der analytischen Psychologie Carl Gustav Jung sah in Eckhart den größten Denker seiner Epoche und meinte, er habe eine „relativistische Gottesauffassung“ verkündet, die Gott vom menschlichen Subjekt abhängig mache. Er habe Gott als „psychologischen Wert“ verstanden und erkannt, dass dieser „Hauptwert“ nicht in die Objekte der Außenwelt zu projizieren sei, von wo man sich ihn dann holen müsse, wobei man aber von den Objekten gestört werde. Vielmehr sei die Projektion zu erkennen und rückgängig zu machen und Gott in der Seele, also im Subjekt, zu verorten, was ein erhöhtes Lebensgefühl zur Folge habe. In diesem Sinne sei die Gottesgeburt in der Seele als psychischer Vorgang zu verstehen und Eckharts Gott – im Unterschied zu seiner Gottheit – eine Funktion der Seele.
Der Psychoanalytiker Erich Fromm ging in seiner 1976 veröffentlichten Studie Haben oder Sein ausführlich auf Eckharts deutsche Predigt über die Armut im Geiste ein. Er deutete Eckharts ontologische Aussagen psychologisch um. Das in der Predigt behandelte Ideal der Armut an Willen, Wissen und Haben interpretierte er im Sinne seines Plädoyers für eine Existenzweise des Seins statt des Habens.
Belletristik
In der ersten Hälfte des 20. Jahrhunderts bot das Leben Eckharts auch Stoff für belletristische Darstellungen, die zum Teil gemäß dem damals vorherrschenden Eckhartbild nationalistisch gefärbt waren. 1925 erhielt Paul Gurk für seinen Roman Meister Eckehart den Romanpreis der Stadt Köln. 1927 erschien Meister Ekkehart. Ein Roman der deutschen Seele von Hans Much. 1931 widmete Ludwig Fahrenkrog dem mittelalterlichen Denker den sechsten Band des Zyklus Gott im Wandel der Zeiten mit dem Titel Richter Irrwahn. Erwin Kolbenheyer schrieb den Roman Das gottgelobte Herz (1938), in dem Eckhart als Repräsentant einer irrationalen Weltsicht erscheint.
Der niederländische Schriftsteller Simon Vestdijk veröffentlichte 1970 seinen Roman Het proces van Meester Eckhart (deutsch:Der Prozess von Meister Eckhart). Der Roman thematisiert das Inquisitionsverfahren gegen Meister Eckhart und dessen Weigerung, sich den kirchlichen Autoritäten zu unterwerfen. Die zentralen Themen, des 2022 publizierten Roman von Thomas Hohn Das undenkbare Universum und die Erfindung des Jetzt sind die Suche von Eckhart nach innerer Erkenntnis und geistiger Freiheit sowie der Konflikt zwischen individueller Wahrheitssuche und den dogmatischen Strukturen der Kirche. Der im gleichen Jahr veröffentlichte Roman Die schwarze Rose von Dirk Schümer beleuchtet den Ketzerprozess von Meister Eckhart in Avignon und die Machtstrukturen der katholischen Kirche.
Gedenktag
Die Evangelische Kirche in Deutschland erinnert mit einem Gedenktag am 27. März im Evangelischen Namenkalender an Meister Eckhart.

## Ausgaben und Übersetzungen
Die kritische Gesamtausgabe der Werke ist im April 2022 mit dem Band 6 der lateinischen Werke (Register) vollständig erschienen. Alle Dokumente, die Aufschluss über Eckharts Biographie und insbesondere über seinen Prozess geben, hat Loris Sturlese gesammelt und im fünften Band der Gesamtausgabe der Lateinischen Werke kritisch ediert.
Kritische Gesamtausgabe
- Meister Eckhart: Die deutschen und lateinischen Werke. Kohlhammer, Stuttgart
  - Die deutschen Werke (mittelhochdeutscher Text mit Übertragung in modernes Deutsch)
    - Band 1: Predigten. Hrsg. von Josef Quint, 1958 (Nachdruck 1986), ISBN 3-17-061210-7 (Predigten 1–24)
    - Band 2: Predigten. Hrsg. von Josef Quint, 1971 (Nachdruck 1988), ISBN 3-17-071183-0 (Predigten 25–59)
    - Band 3: Predigten. Hrsg. von Josef Quint, 1976 (Nachdruck 1999), ISBN 3-17-002740-9 (Predigten 60–86)
    - Band 4/1: Predigten. Hrsg. von Georg Steer, 2003, ISBN 3-17-007593-4 (Predigten 87–105)
    - Band 4/2: Predigten. Hrsg. von Georg Steer, 2003–2016, ISBN 3-17-017850-4 (Predigten 106–117)
    - Band 5: Meister Eckharts Traktate. Hrsg. von Josef Quint, 1963 (Nachdruck 1987), ISBN 3-17-071075-3 (Traktate: 1. Liber „Benedictus“ [I. Daz buoch der gœtlîchen trœstunge, II. Von dem edeln menschen]; 2. Die rede der underscheidunge; 3. Von abegescheidenheit)

  - Die lateinischen Werke (lateinischer Text mit deutscher Übersetzung)
    - Band 1, Hauptteil 1: Magistri Echardi prologi, expositio libri Genesis, liber parabolarum Genesis. Hrsg. von Konrad Weiß, 1964 (Nachdruck 1988), ISBN 3-17-071082-6.
    - Band 1, Hauptteil 2: Magistri Echardi prologi in opus tripartitum et expositio libri Genesis secundum recensionem Cod. Oxoniensis Bodleiani Laud misc. 222 (L). Liber parabolarum Genesis, editio altera. Quaestiones Parisienses, Supplementum. Collatio in libros Sententiarum denuo recognita. Hrsg. von Loris Sturlese, 2015, ISBN 978-3-17-010109-8
    - Band 2: Magistri Echardi expositio libri Exodi, sermones et lectiones super Ecclesiastici cap. 24, expositio libri Sapientiae, expositio Cantici Canticorum cap. 1,6. Hrsg. von Heribert Fischer, Josef Koch, Konrad Weiß, 1992, ISBN 3-17-001084-0.
    - Band 3: Magistri Echardi expositio sancti evangelii secundum Iohannem. Hrsg. von Karl Christ u. a., 1994, ISBN 3-17-001085-9.
    - Band 4: Magistri Echardi sermones. Hrsg. von Ernst Benz u. a., 1956 (Nachdruck 1987), ISBN 3-17-061207-7.
    - Band 5: Magistri Echardi opera Parisiensia. Tractatus super oratione dominica. Responsio ad articulos sibi impositos de scriptis et dictis suis. Acta Echardiana. Hrsg. von Bernhard Geyer, Loris Sturlese u. a., 2006, ISBN 3-17-001086-7.
    - Band 6: Indices in opera omnia magistri Echardi (Register). Hrsg. von Loris Sturlese, Markus Vinzent, 2022, ISBN 978-3-17-028588-0.

Teilausgaben (teilweise mit Übersetzung)
- Niklaus Largier (Hrsg.): Meister Eckhart: Werke. Deutscher Klassiker Verlag, Frankfurt am Main 2008 (Texte und Übersetzungen der großen Stuttgarter Ausgabe ohne kritischen Apparat, versehen mit Kommentaren von Largier)
  - Band 1: Deutsche Werke I, ISBN 978-3-618-68024-6
  - Band 2: Deutsche Werke II. Lateinische Werke, ISBN 978-3-618-68025-3
- Georg Steer, Loris Sturlese (Hrsg.): Lectura Eckhardi. Predigten Meister Eckharts von Fachgelehrten gelesen und gedeutet. 4 Bände, Kohlhammer, Stuttgart 1998–2017 (6 lateinische und 28 mittelhochdeutsche Predigten mit Übersetzungen in modernes Deutsch und Kommentaren)[133]
  - Band 1 (1998): Predigten 4, 12, 16b, 17, 18, 19, 48, 52, 63, 71 und 101 und Sermon IV.
  - Band 2 (2003): Predigten 1, 6, 10, 37, 72 und 86 und Sermones XXV und XXIX.
  - Band 3 (2008): Predigten 14, 39, 51, 77 und 112 und Sermones XVII und XLIX.
  - Band 4 (2017): Predigten 9, 54a, 54b, 60, 67, 87, 103, Sermo XXVIII.
- Georg Steer, Heidemarie Vogl (Hrsg.): Die bürgelîn-Predigt Meister Eckharts. In: Harald Schwaetzer, Georg Steer (Hrsg.): Meister Eckhart und Nikolaus von Kues. Kohlhammer, Stuttgart 2011, ISBN 978-3-17-021524-5, S. 139–259 (neue kritische Ausgabe der Predigt Nr. 2, ersetzt die überholte Ausgabe von Quint im ersten Band der „Deutschen Werke“)
- Kurt Flasch (Hrsg.): Meister Eckhart: Das Buch der göttlichen Tröstung. Vom edlen Menschen. Mittelhochdeutsch und Neuhochdeutsch. Beck, München 2007, ISBN 978-3-406-56324-9 (der „Liber Benedictus“ in einer unkritischen mittelhochdeutschen Fassung, außerdem in einer neuhochdeutschen Übersetzung von Kurt Flasch; mit einem Nachwort des Übersetzers).
- Eduard Schaefer (Hrsg.): Meister Eckeharts Traktat „Von Abegescheidenheit“. Untersuchung und Textneuausgabe. Röhrscheid, Bonn 1956 (kritische Edition des mittelhochdeutschen Textes mit Kommentar und Übertragung in modernes Deutsch)

Übersetzungen ohne Originaltext
- Josef Quint (Übersetzer): Meister Eckehart: Deutsche Predigten und Traktate. 7. Auflage. Nikol, Hamburg 2007, ISBN 978-3-937872-76-6.
- Karl Albert (Übersetzer): Meister Eckhart: Kommentar zum Buch der Weisheit. Academia Verlag Richarz, Sankt Augustin 1988, ISBN 3-88345-431-1.